# Place des femmes dans la photographie

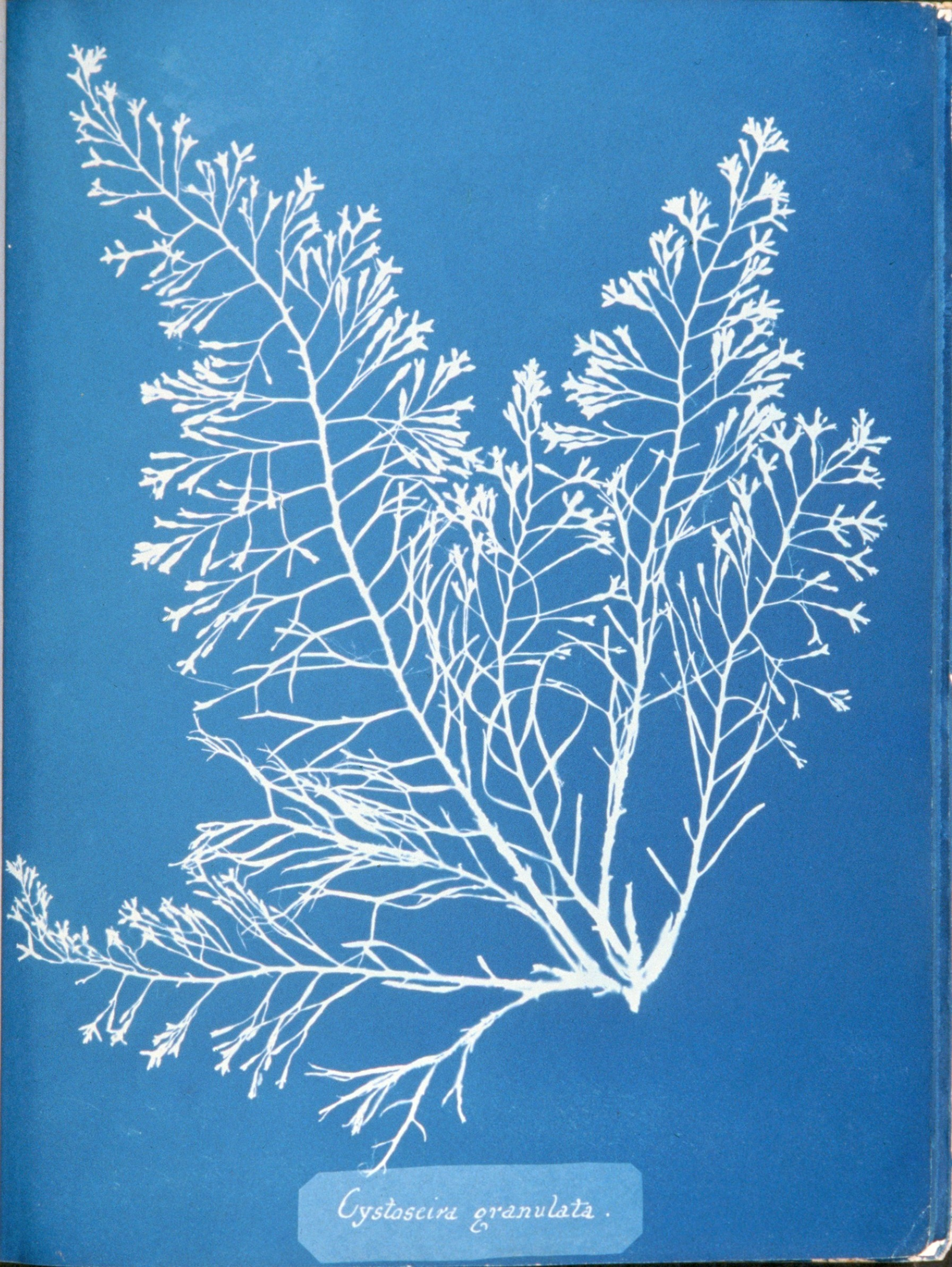
Cystoseira granulata, algue brune de la famille des Sargassaceae, photogramme d'Anna Atkins, entre 1843 et 1853.

La présence des femmes dans la photographie démarre avec l'histoire de la photographie, remontant ainsi à ses débuts, au XIXe siècle.

## Histoire

### Pionnières (1830)
Le rôle joué par les femmes au début de la photographie est assez peu connu. Les premières femmes photographes ont souvent des liens familiaux avec les pionniers de cet art. Constance Fox Talbot, l'épouse de Henry Fox Talbot, est une figure clé du développement de la photographie dans les années 1830 et 1840. Elle entreprend elle-même des expérimentations dès 1839, ce qui conduit Richard Ovenden à lui attribuer une image floue contenant un court verset du poète irlandais Thomas Moore. Cela fait d'elle la plus ancienne photographe connue.

La botaniste Anna Atkins est aussi initiée à la photographie par Fox Talbot. Elle applique le procédé cyanotype de John Herschel pour produire des photogrammes d’algues séchées. En 1843, elle publie Photographs of British Algae: Cyanotype Impressions, qui serait le premier livre intégrant des illustrations photographiques.

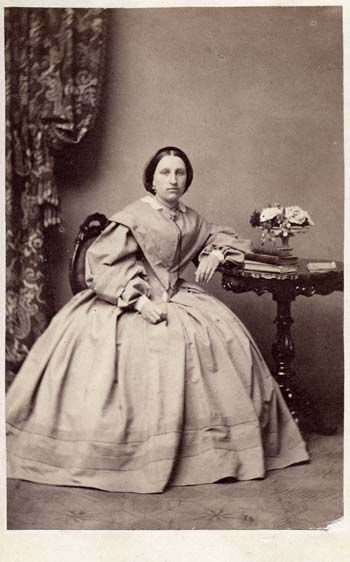
Portrait d’Ida Hultgren par la photographe suédoise Hilda Sjölin, en 1863.

### Premières photographes professionnelles (1840)
À partir des années 1840, dans le nord de l'Europe, les femmes entrent pour la première fois dans le métier de la photographie, ouvrant des studios au Danemark, en France, en Allemagne et en Suède. En Grande-Bretagne, les femmes issues de familles aisées développent la photographie comme un art vers la fin des années 1850.
En Suisse, vers 1842, Franziska Möllinger crée des daguerréotypes de paysages suisses dont elle publie des copies lithographiques en 1844. Elle réalise ses premiers portraits à partir de 1843. Vingt ans plus tard, la Suissesse Alwina Gossauer devient l'une des premières femmes photographes professionnelles.
En France, Geneviève Élisabeth Disdéri est considérée comme l'une des premières professionnelles de la photographie. Avec son mari, Eugène Disdéri, elle crée un studio de daguerréotype à Brest à la fin des années 1840. Le couple divorce en 1847 et elle continue de gérer l'entreprise seule.
En Allemagne, en 1843, Bertha Beckmann et son mari ouvrent un studio de photographie à Leipzig. Après la mort de ce dernier en 1847, elle poursuit l'entreprise seule. En 1852, Emilie Bieber ouvre un studio de daguerréotype à Hambourg. Malgré un démarrage lent, les affaires perdurent jusqu'en 1885, date à laquelle son neveu reprend l'affaire.

Au Danemark, Thora Hallager, l'une des toutes premières photographes du pays, exerce à Copenhague dès le début des années 1850. Elle est surtout connue pour le portrait de Hans Christian Andersen qu'elle réalise en 1869. Un certain nombre de femmes danoises ont rapidement ouvert leurs propres studios. Frederikke Federspiel (1839-1913), qui a appris la photographie à Hambourg avec sa famille, ouvre un studio à Aalborg au milieu des années 1870. Mary Steen inaugure son studio à Copenhague en 1884. Elle devient la première photographe de la Cour du Danemark et réalise notamment les portraits de la princesse Alexandra de Danemark en 1888. Benedicte Wrensted (1859-1949) ouvre un studio à Horsens dans les années 1880, avant d'émigrer aux États-Unis où elle se consacre à la photographie des peuples amérindiens dans l'Idaho.

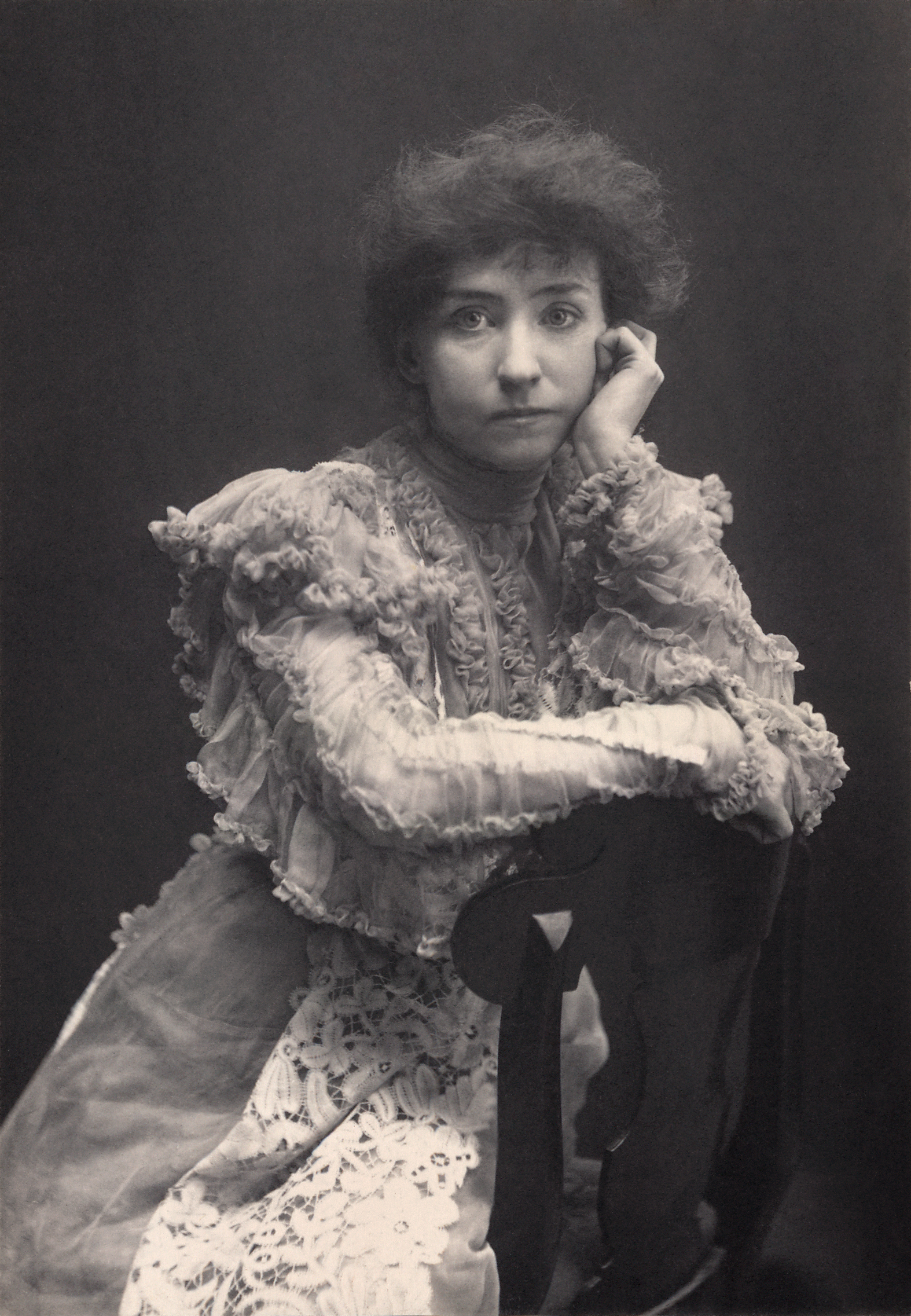
Love finds the way, portrait de Mrs. Fiske, par la photographe Zaida Ben Yusuf, en 1896.

En Suède, Brita Sofía Hesselius utilise le daguerréotype à Karlstad dès 1845 et Marie Kinnberg est l'une des toutes premières à utiliser cette nouvelle technique photographique à Göteborg de 1851 à 1952. Hilda Sjölin devient photographe professionnelle à Malmö en 1860. Elle y ouvre son studio photographique l'année suivante, tandis que Sofia Ahlbom inclut également la photographie parmi les arts qu'elle pratique dans les années 1860. En 1864, Bertha Valerius devient la photographe officielle de la cour royale à Stockholm, suivie plus tard par son étudiante Selma Jacobsson. Au cours des années 1860, il y a au moins quinze femmes photographes confirmées en Suède, dont trois, Rosalie Sjöman, Caroline von Knorring et Bertha Valerius, appartiennent à l'élite de la profession. En 1888, Anna Hwass devient la première membre féminine du conseil d'administration de la Photographic Society.
A malte, dans les années 1860 et 1870, les photographes Sarah Ann Harrison et Adelaide Conroy sont à l'origine des deux premiers studios indépendants de l'île,. Vers 1866, Shima Ryū et son mari, Shima Kakoku, ouvrent un studio à Tokyo. En Nouvelle-Zélande, Elizabeth Pulman travaille avec son époux George dans son studio d'Auckland à partir de 1867. Après sa mort en 1871, elle continue à diriger l'entreprise.
Au Royaume-Uni, après avoir étudié la photographie à l’École polytechnique de Londres, Alice Hughes (1857-1939) ouvre son studio à Gower Street, à Londres dès 1891, devenant rapidement une des photographes de premier plan de la royauté et de la mode britannique. Au plus fort de sa carrière, elle enchaîne jusqu'à 15 séances par jour.

Aux États-Unis, Sarah Louise Judd créé des daguerréotypes au Minnesota dès 1848. Alice Boughton, l'une des premières femmes photographes à ouvrir un studio à New York, étudie l'art et la photographie à la Pratt School of Art and Design. En 1890, elle ouvre un studio sur la 23e rue, et devient l'une des portraitistes les plus distinguées de la ville. Zaida Ben-Yusuf, d'origine allemande et algérienne, émigre d'Angleterre aux États-Unis en 1895. Elle installe son studio de portraits sur la Cinquième Avenue à New York en 1897, où elle photographie nombre de célébrités.

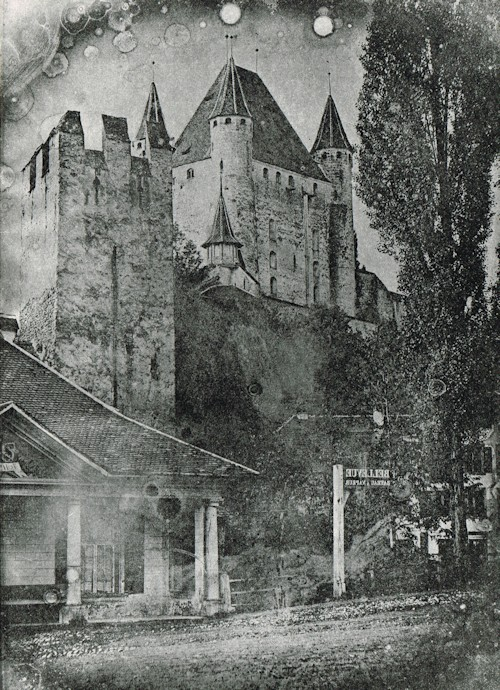
Photographie au daguerréotype du Château de Thoune en Suisse, réalisée par Franziska Möllinger, vers 1844.
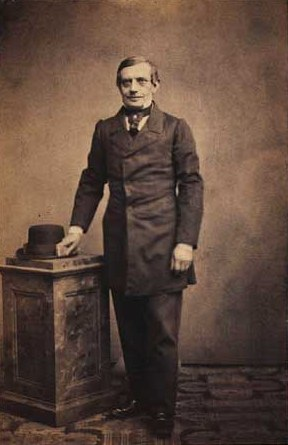
Portrait de Niels Frederik Larsen (1814-1881), industriel et homme politique danois par Thora Hallager, en 1863.
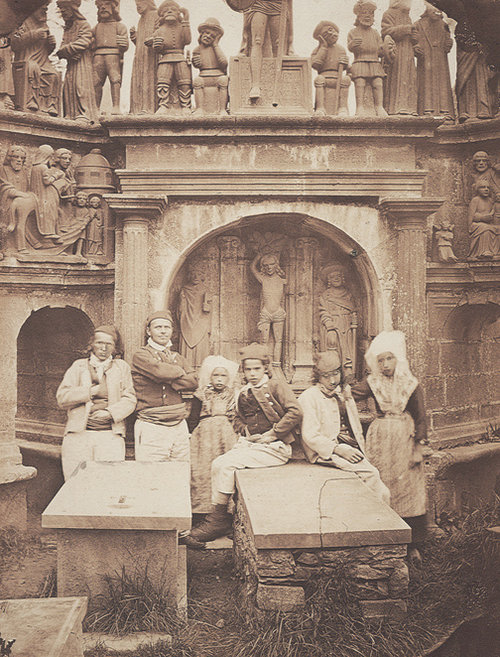
Photographie du Cimetière de Plougastel par Geneviève Elisabeth Disdéri, en 1856
Portrait de l'écrivain danois Hans Christian Andersen par Thora Hallager, en 1869.
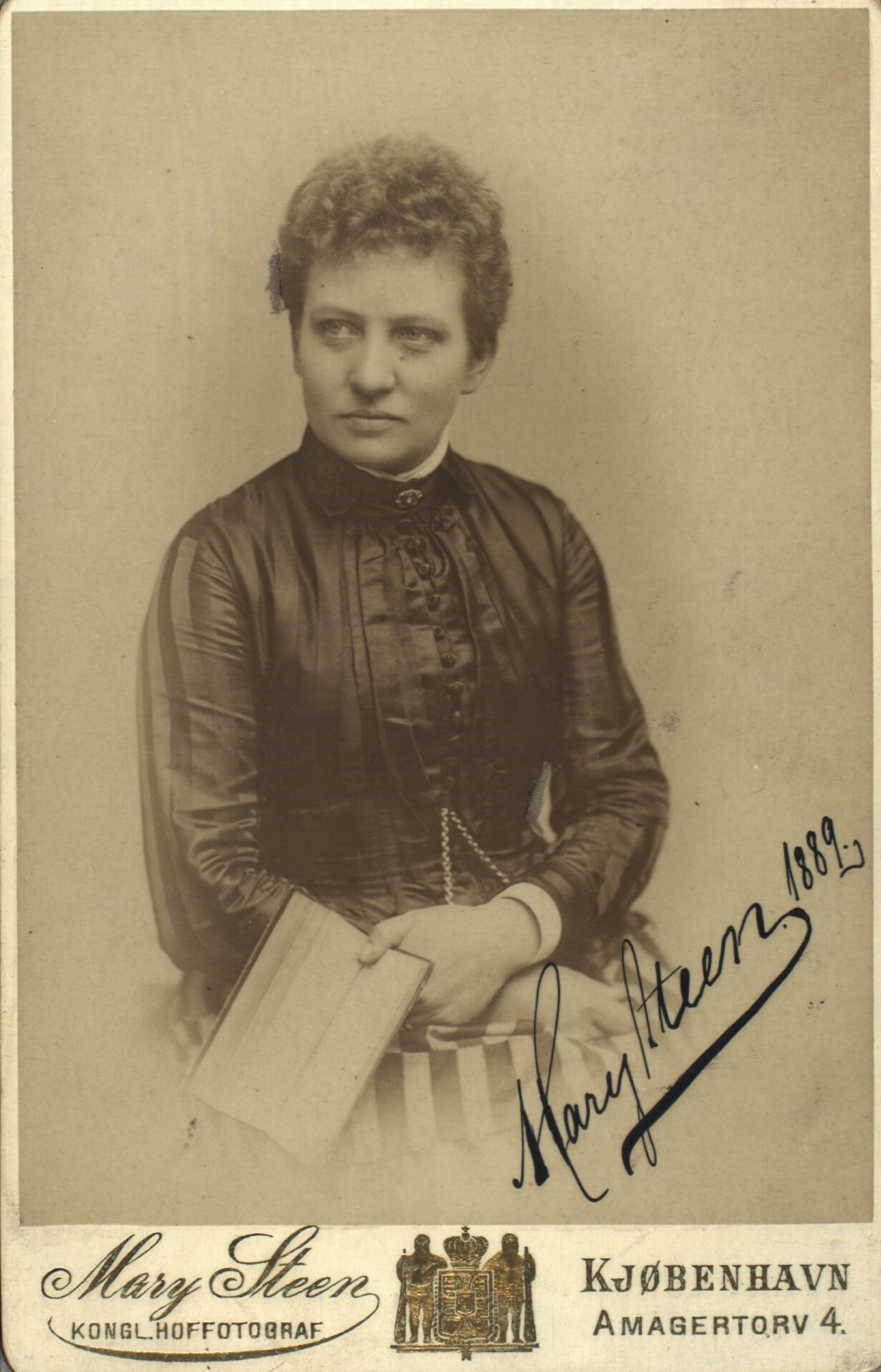
Mary Steen, autoportrait, 1889

### Premières femmes artistes photographes (1850)

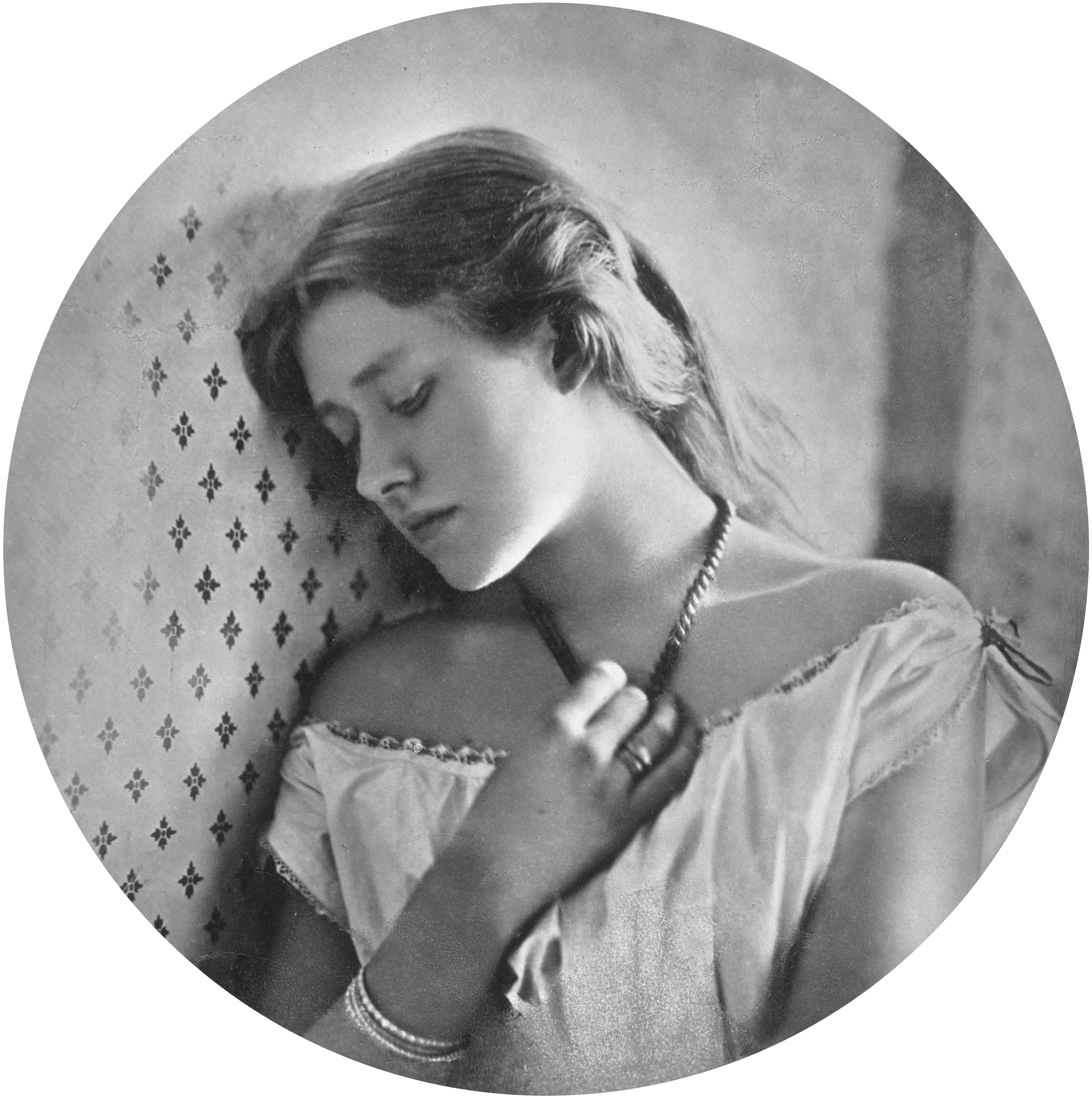
La comédienne anglaise Ellen Terry à l'âge de seize ans par la photographe Julia Margaret Cameron, en 1864.

À la fin des années 1850, Lady Clementina Hawarden fait ses débuts dans la photographie. Elle réalise ses premiers clichés au domaine Hawarden à Dundrum, en Irlande. En 1862, sa famille déménage à Londres et elle convertit le premier étage de la maison de South Kensington en studio. Elle se spécialise dans les portraits, en particulier ceux de ses deux filles aînées. Son travail est primé par deux médailles d'argent aux expositions de la Photographic Society en 1863 et 1864.
Julia Margaret Cameron est reconnue pour son travail artistique pionnier. Bien que son intérêt pour la photographie commence en 1863 à l'âge de 48 ans, elle réalise des centaines de portraits d'enfants et de célébrités. Son engagement, critiqué pour son manque de technique, est cependant à la base du mouvement pictorialiste du début du XXe siècle.

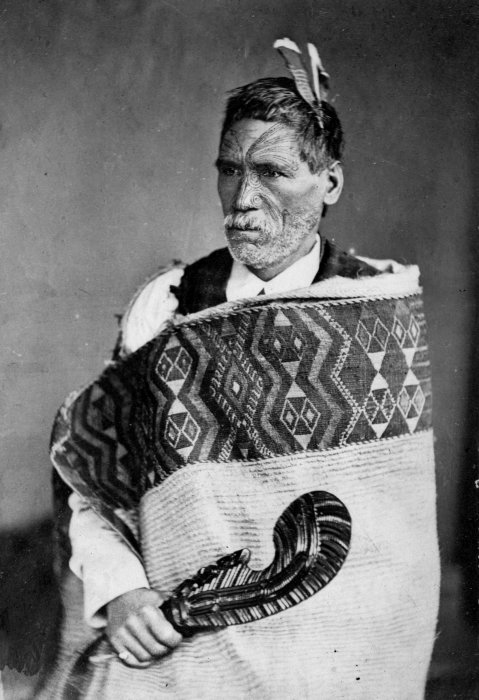
Photographie de Rewi Manga Maniapoto, réalisée par Elizabeth Pulman en juin 1879.

Caroline Emily Nevill et ses deux sœurs exposent à la Royal Photographic Society en 1854 et présentent ensuite des vues architecturales du Kent avec des négatifs en papier ciré,. En Italie, Virginia Oldoini s'intéresse à la photographie dès 1856, enregistrant les moments marquants de sa vie dans des centaines d'autoportraits, et portant régulièrement des costumes de théâtre,.
En France, les premières femmes photographes sont Madame Breton et Louise Laffon.

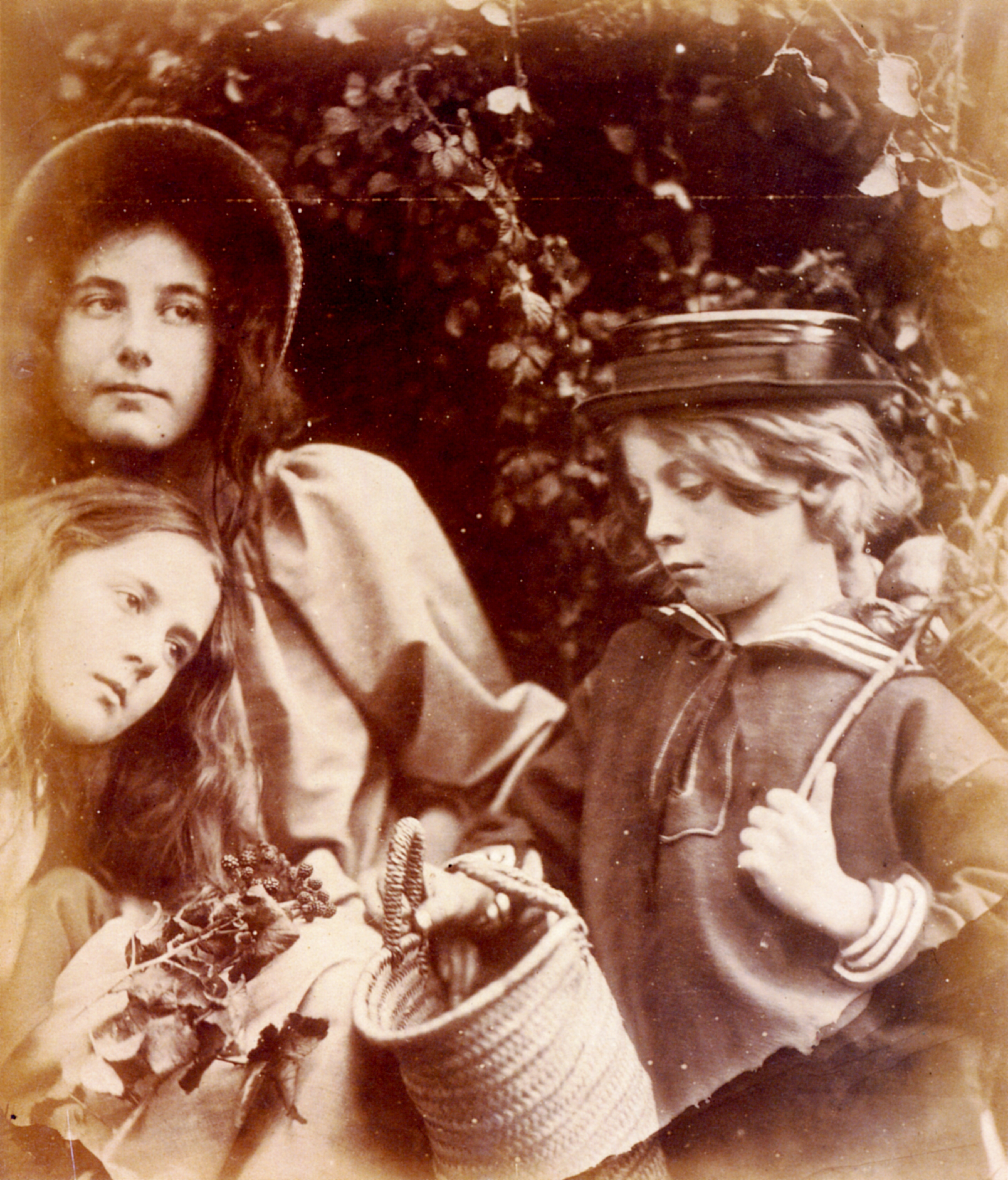
Rassemblement de Blackberry avec Elizabeth Keown, Kate Keown et Freddy Gould. Photographie de Julia Margaret Cameron, entre 1868 et 1870.
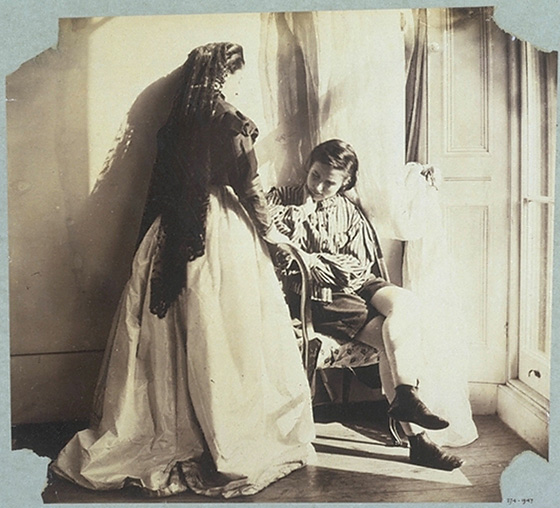
Clementina Maude and Isabella, photographiées à 5 Princes Gardens, South Kensington, Londres, par Lady Clementina Hawarden, vers 1861.
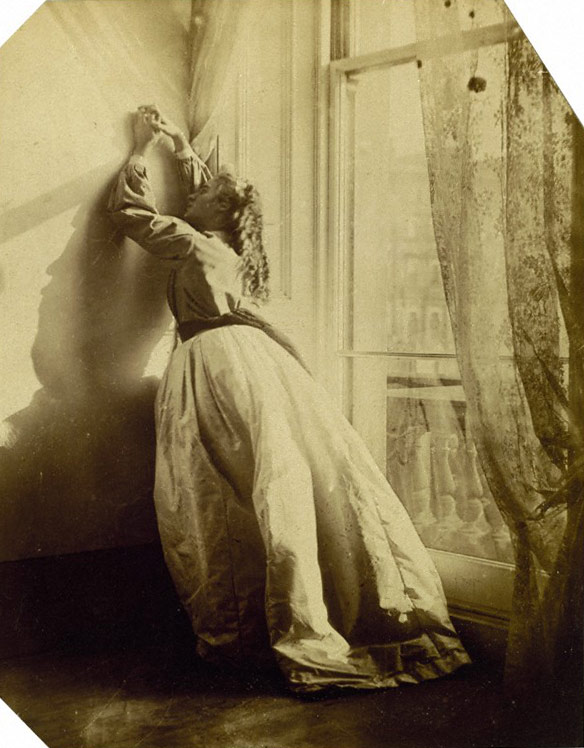
Clementina Maude à 5 Princes Gardens, South Kensington, Londres, par Lady Clementina Hawarden, 1862.
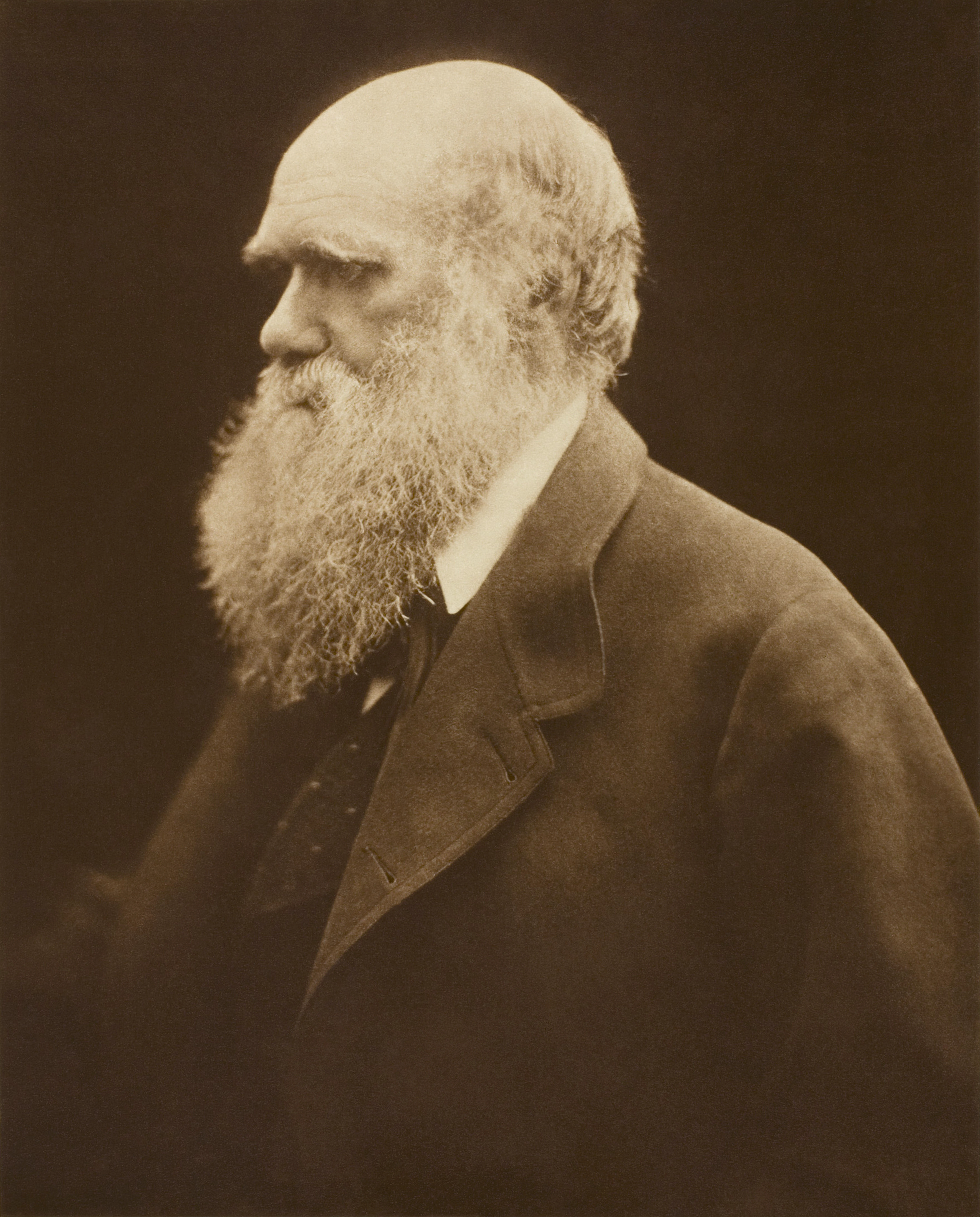
Charles Darwin par Julia Margaret Cameron, 1868.

### Années folles (1900)
Les années folles marquent l'émancipation des femmes dans le monde de la culture, et le nombre de femmes photographes augmente considérablement. La photographie permet alors aux femmes de faire valoir leur créativité. Des publications telles que American Amateur Photographer donnent aux photographes professionnelles ou amatrices, l'opportunité de mettre davantage en valeur leurs compétences, bien qu'elles restent encore en grande partie exclues des organisations de photographes,.

## Courants

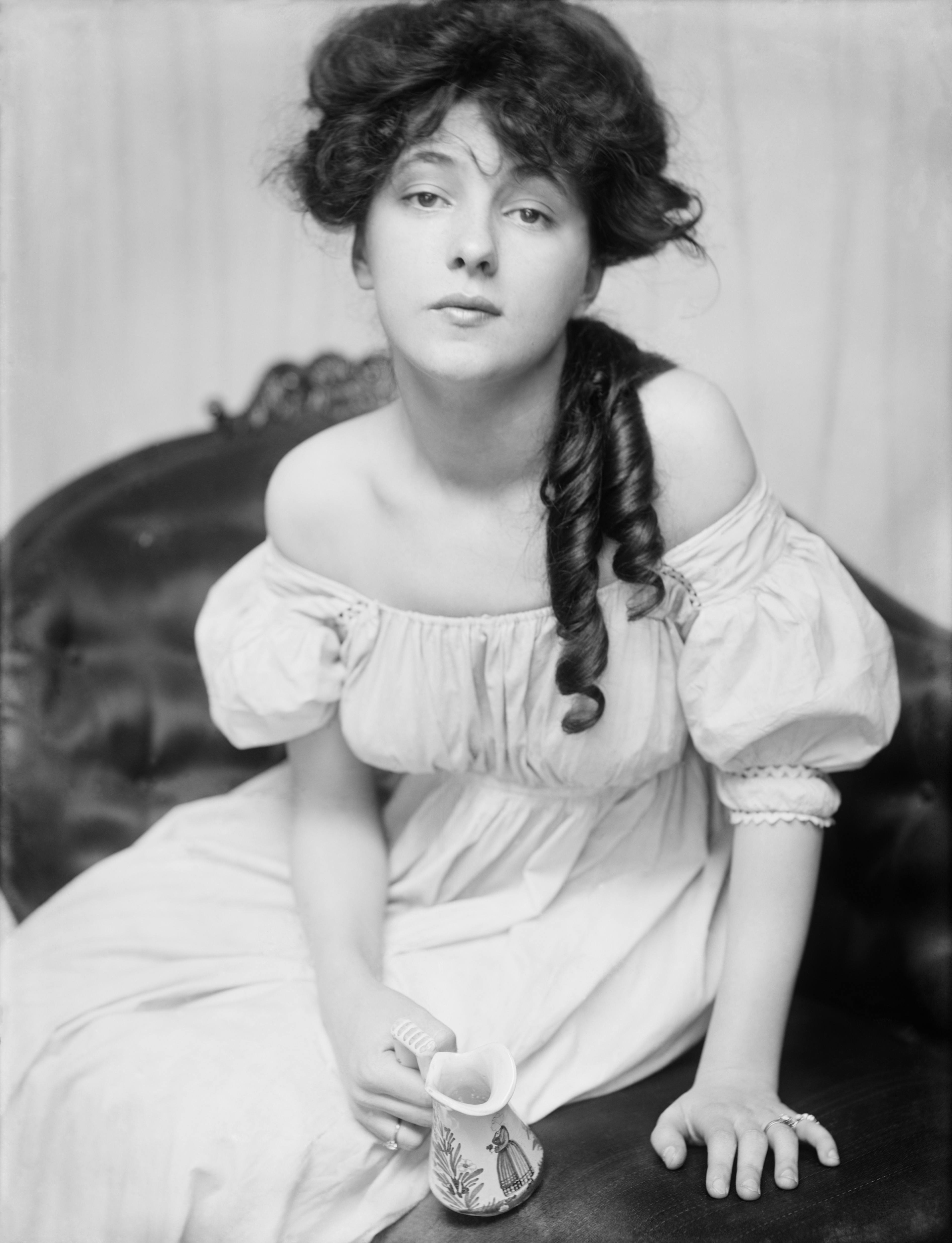
Miss N, portrait d'Evelyn Nesbit par la photographe Gertrude Käsebier, vers 1900.

### Pictorialistes
L’utilisation de la photographie comme forme artistique prend son essor à la fin du XIXe et au début du XXe siècle, sous l’influence de l’américain Alfred Stieglitz. Son potentiel artistique, appelé pictorialisme, est depuis largement reconnu.
Parmi les plus proches associés d'Alfred Stieglitz, figurent les photographes Gertrude Käsebier (1852-1934) et Eva Watson-Schütze (1867-1935). Toutes deux se sont tournées vers la photographie après avoir étudié les beaux-arts. Leur association avec Alfred Stieglitz conduit en 1902 à la fondation du mouvement Photo-Secession,. Leurs séries de portraits romantiques ont été présentés lors d'expositions influentes. En outre, on se souvient de Gertrude Käsebier pour ses portraits d'Amérindiens.
Alice Boughton, assistante de Gertrude Käsebier, et la photographe Anne Brigman (1869–1950), membre fondatrice du mouvement Photo-Secession, spécialisée dans les nus de femmes figurent parmi les autres pictorialistes de renom. Mary Devens (en) (1857-1920) expérimente les techniques d'impression et devient membre du British Linked Ring qui précède le Photo-Secession, afin de promouvoir la photographie en tant qu'art. La Canadienne d'origine allemande Minna Keene (1861-1943) est également l'une des premières femmes membre du British Linked Ring.

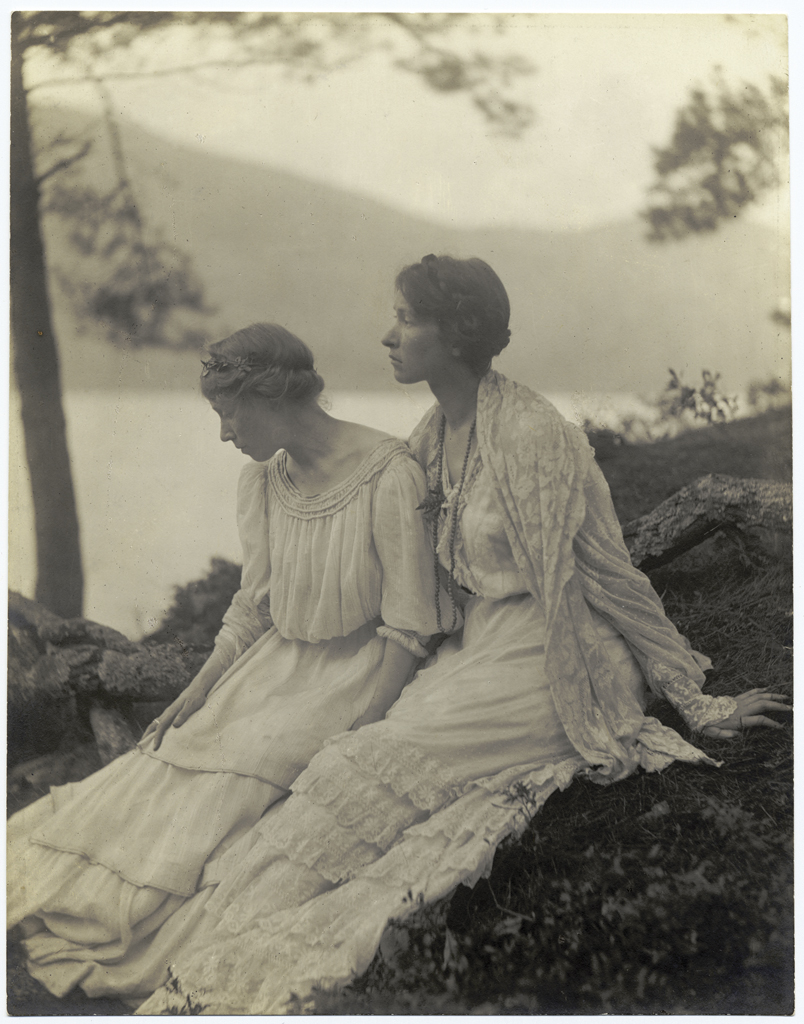
Two women under a tree (Deux femmes sous un arbre) par Alice Boughton, 1906.
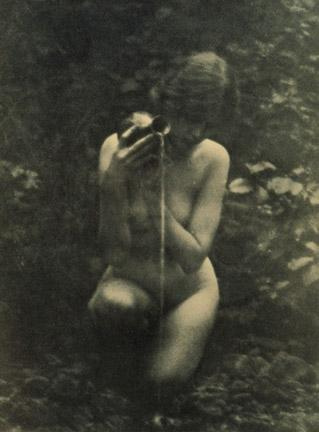
The source par Anne Brigman, publiée dans Camera Work, 1909.

### Femmes photographes de Vienne
Dans le Vienne d'avant-guerre, probablement plus que dans toute autre ville européenne, les studios de photo gérés par des femmes, en particulier des femmes juives, sont nettement plus nombreux que ceux dirigés par des hommes. Au total, une quarantaine de femmes possèdent des studios dans la ville, mais la plus célèbre d'entre elles se nomme Dora Kallmus (1881-1963).
Connue sous le nom de Madame d'Ora, elle est nommée membre de la Société photographique de Vienne en 1905. En 1907, elle inaugure son propre studio indépendant. Après avoir connu le succès auprès de l'aristocratie austro-hongroise, la photographe ouvre un second studio à Paris, en collaboration avec Arthur Benda. Elle domine ainsi l'univers de la photographie de mode dans les années 1930. En plus de leur rôle photographique, les studios de Dora Kallmus sont devenus des lieux de rencontre à la mode pour l'élite intellectuelle.
Trude Fleischmann (1895–1990), devenue célèbre avec une série de nues de la danseuse Claire Bauroff (de) et Claire Beck Loos (1904-1942), tuée dans un camp de concentration nazi à Riga, ont également pris part à une carrière réussie à Vienne,.
Margaret Michaelis-Sachs (en) (1902-1985) se lance également dans la photographie à Vienne, avant d'émigrer vers l’Australie. Elle est reconnue pour ses scènes du marché juif de Cracovie prises dans les années 1930.

### Portraits, paysages et photographie de rue

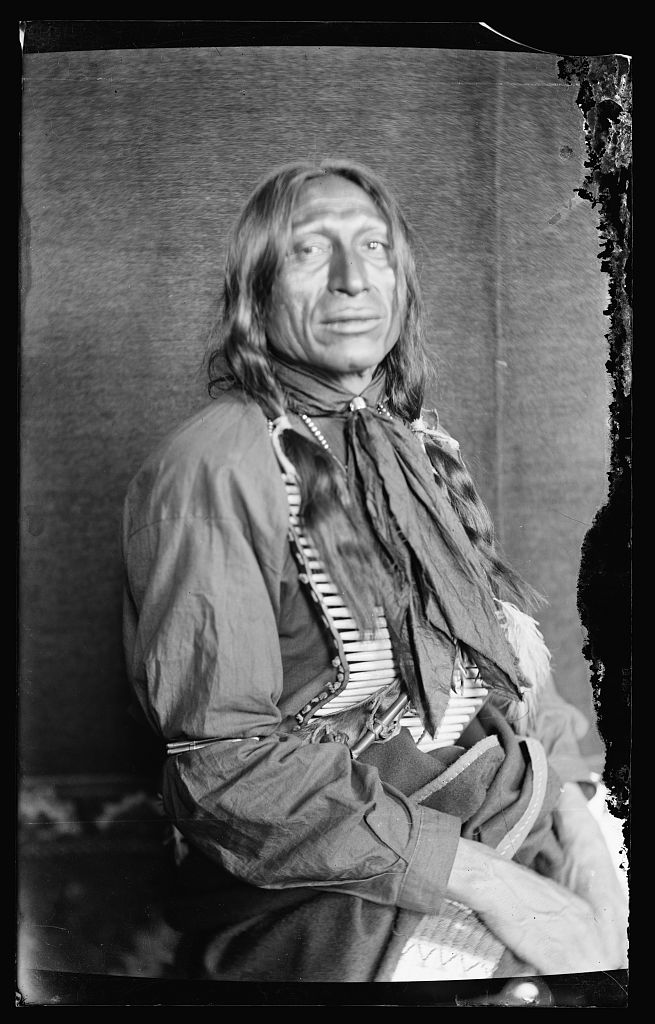
Le Chef Iron Tail, Indien Sioux et membre du Wild West Show de Buffalo Bill. Photographié par Gertrude Kasebier, en 1898.

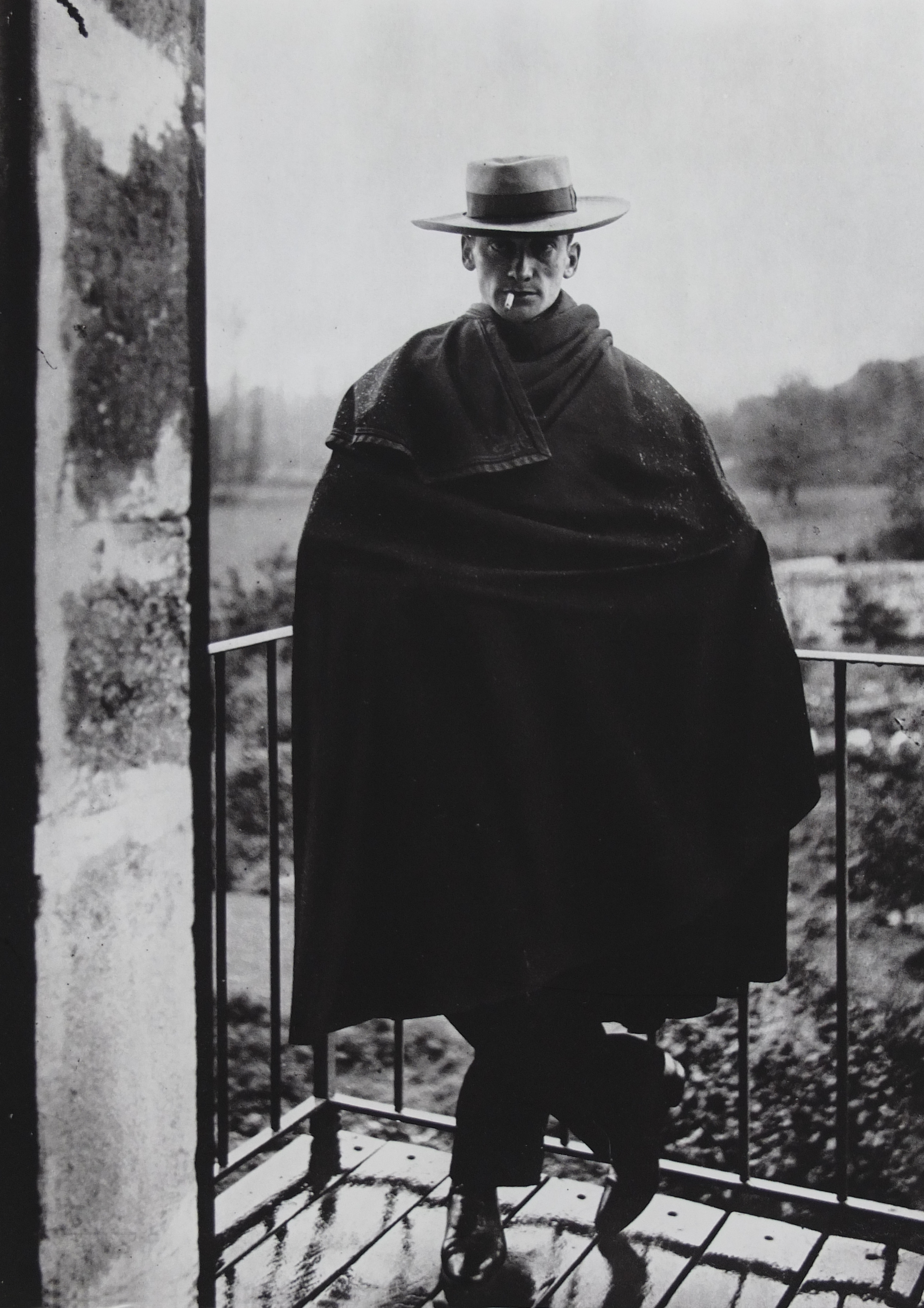
Portrait du peintre Bernard Naudin photographié à l'abbaye de Varennes, dans le Berry, par Jenny de Vasson, 1909.

Dès la fin du XIXe siècle, Sarah Ladd (1860-1927) commence à photographier les paysages de l'Oregon. Ses images du fleuve Columbia qu'elle développe dans une chambre noire sur une péniche ont été exposées en 2008 au Portland Art Museum. Evelyn Cameron (en) (1868-1928), originaire de la Grande-Bretagne, est l'auteure d'une série complète d'images remarquablement nettes du Montana et de ses habitants à la fin du XIXe siècle. Redécouvertes dans les années 1970, ces photographies ont été publiées sous la forme d'un ouvrage intitulé Photographing Montana 1894–1928: The Life and Work of Evelyn Cameron.
Jenny de Vasson (1872-1920) est l'une des premières femmes, dans l'histoire de la photographie française, dont on possède un ensemble d'images aussi important (près de 5 000 images), redécouvertes en 1980 par le photographe Jean-Marc Zaorski. Dans les dernières années du XIXe siècle, elle découvre la photographie et se passionne pour cette activité qu'elle va pratiquer en amateur pendant une vingtaine d'années, jusqu'à sa mort en 1920, à l'âge de 47 ans. Totalement à l'écart des modes — le pictorialisme — qui avaient cours à son époque dans le milieu photographique et avec un regard très moderne en avance sur son temps, elle réalise des portraits, des photographies de paysage, des photographies mises en scènes, des autoportraits, des photographies de rue qui semblent presque prises sur le vif, que ce soit dans son Berry natal ou à Versailles où ses parents possèdent un hôtel particulier, ou encore au cours d'une vingtaine de voyages en France et en Europe. Au sujet des photographies de Jenny de Vasson, Marguerite Yourcenar a pu écrire : « ces photographies admirables de ruraux du début du siècle évoquent une espèce de paysannerie éternelle, comme certaines figures de Le Nain ou de Brueghel. »
Dirigée par Gertrude Käsebier, la photographe Laura Gilpin (1891-1979) se consacre aux Amérindiens et aux paysages du Sud-Ouest des États-Unis. Berenice Abbott (1898–1991) est surtout connue pour ses photographies en noir et blanc de New York, réalisées entre 1929 à 1938. Une grande partie de son œuvre a été créée dans le cadre du Federal Art Project. En 1939, dans l'ouvrage Changing New York, elle dresse une chronique historique de nombreux bâtiments et quartiers de Manhattan, aujourd'hui détruits,.
Au Mexique, Lola Álvarez Bravo (1903–1993) réalise de nombreuses contributions artistiques et de nombreux portraits destinés à préserver la culture de son pays. Ses œuvres figurent dans les collections de musées internationaux, dont le Museum of Modern Art de New York.
Vivian Maier (1926-2009) est une photographe américaine de rue et cinéaste documentariste. Travaillant pendant quarante ans comme nounou, mais ne se séparant jamais de son appareil photo, elle n'a jamais montré sa production photographique ou ses films de son vivant. Ses dizaines de milliers de clichés — parmi lesquels de très nombreux autoportraits —, pris principalement à New York et à Chicago, mais aussi à travers le monde, dont une grande partie de négatifs non développés, ont été découverts après sa mort par un collectionneur américain John Maloof, faisant d'elle une artiste célèbre  à titre posthume.

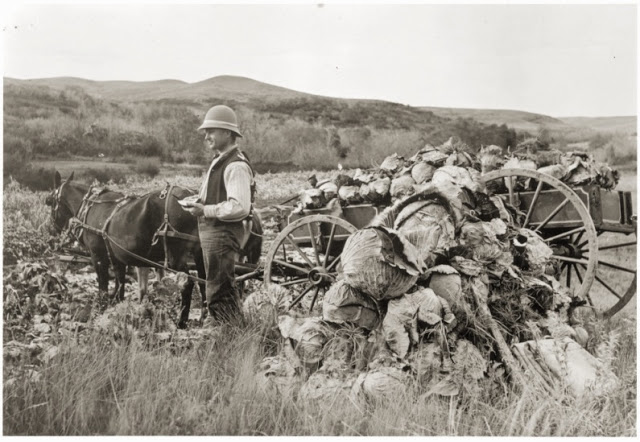
Evelyn Cameron photographie son frère Alec Flower récoltant des choux dans le Montana, 1898.
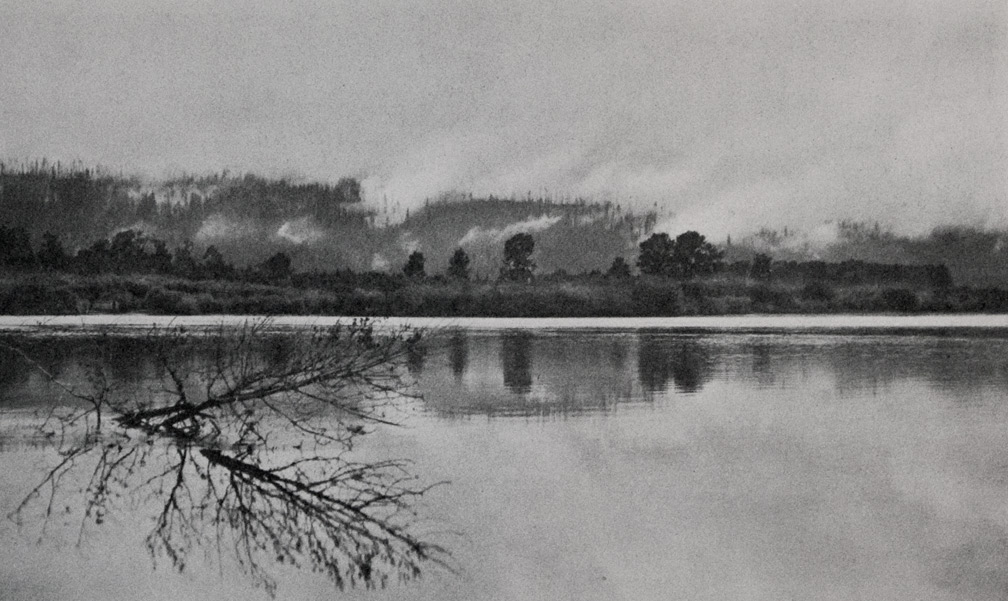
Early Morning above Vancover (Tôt le matin au-dessus de Vancouver), par la photographe Sarah H. Ladd, janvier 1905.
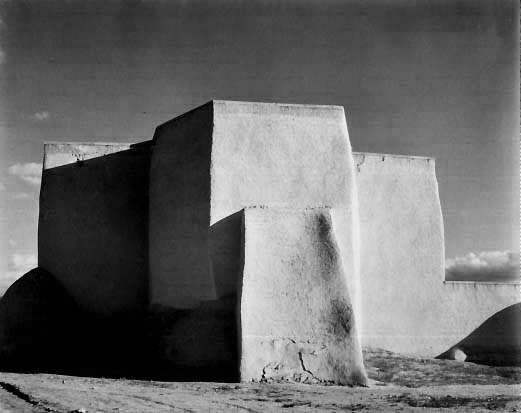
Église missionnaire de Rancho de Taos au nord du Nouveau-Mexique, par Laura Gilpin en 1930.
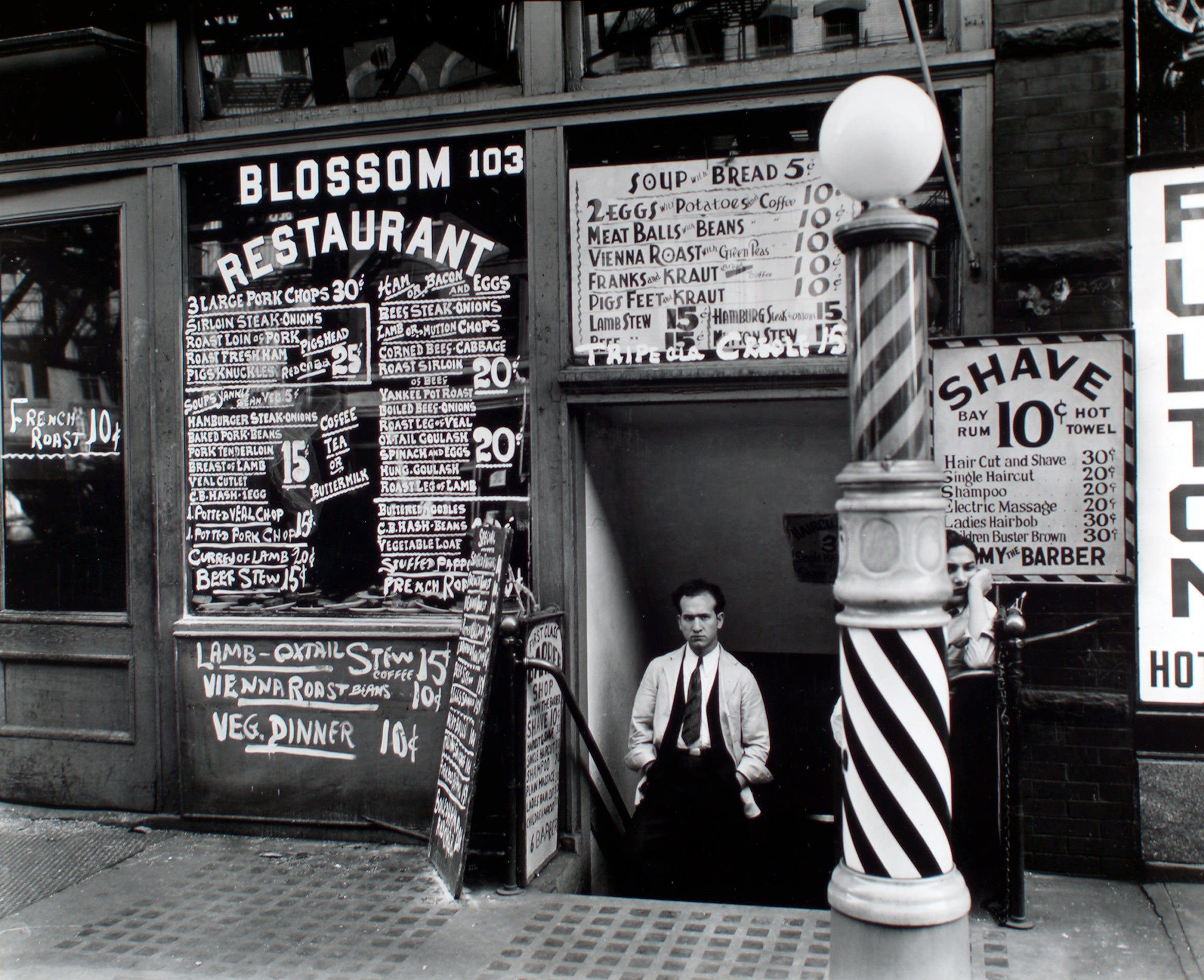
Photographie du Blossom Restaurant au 103 Bowery par Berenice Abbott, le 3 octobre 1935. Réalisée dans le cadre du Federal Art Project.

### Photojournalisme et travail documentaire

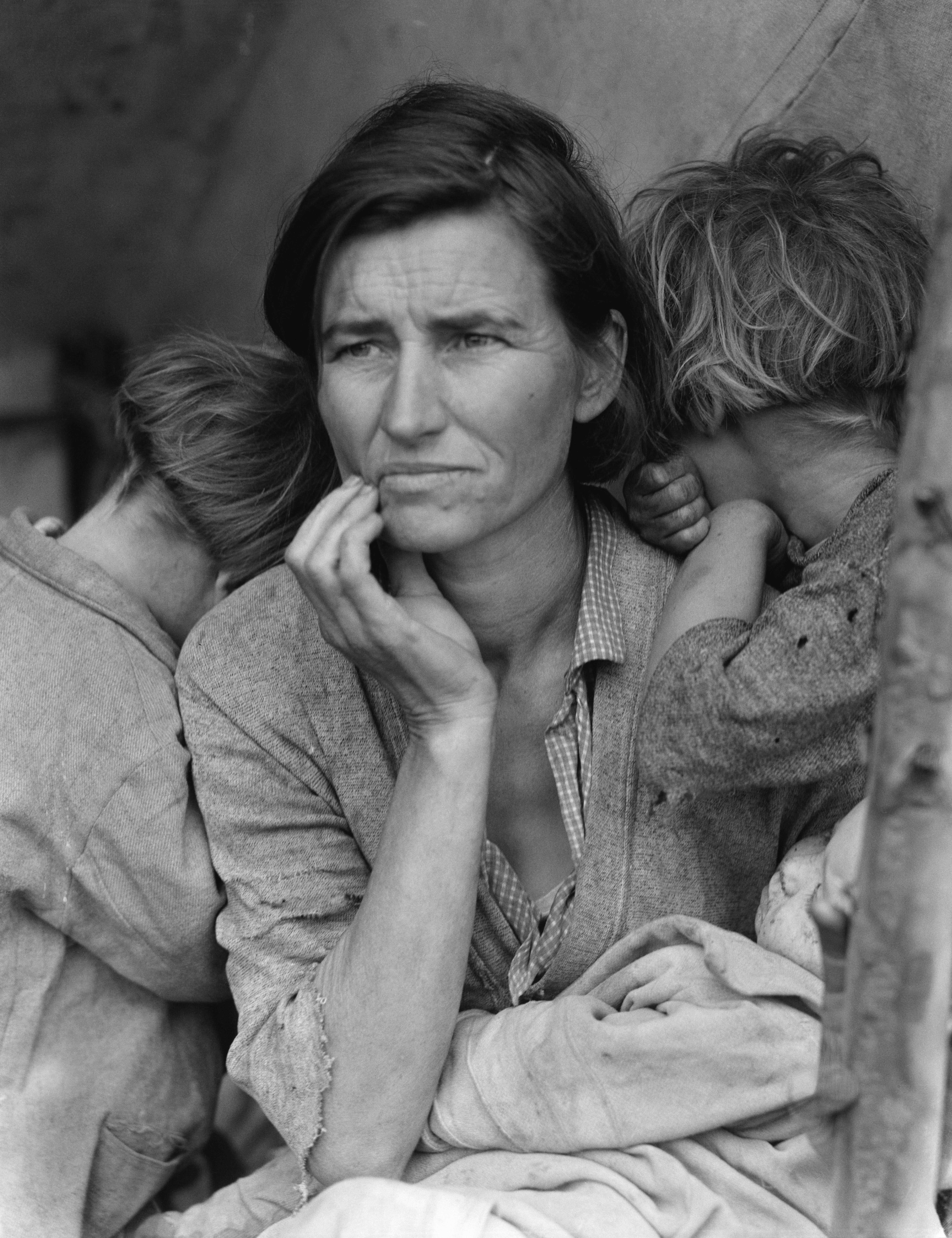
Portrait de Florence Thompson avec deux de ses enfants sur une photographie de Dorothea Lange appelée Migrant Mother, 1936.

La Canadienne Jessie Tarbox (1870-1942) est considérée comme la pionnière du photojournalisme américain. En 1889, elle photographie la prison d'État du Massachusetts pour le Boston Post. En 1902, elle intègre comme photojournaliste la rédaction de The Buffalo Inquirer et The Courier. Harriet Chalmers Adams (1875-1937) est une exploratrice, dont les photographies de ses expéditions sont publiées dans le National Geographic. Elle est également correspondante du Harper's Magazine en Europe pendant la Première Guerre mondiale, seule femme journaliste autorisée à se rendre dans les tranchées.
Helen Johns Kirtland (1890-1979), une autre correspondante de guerre basée en France pendant la Première Guerre mondiale, travaille elle pour le magazine Leslie's Weekly. Margaret Bourke-White (1906-1971) est la première étrangère à photographier l'industrie soviétique, ainsi que la première correspondante de guerre et première femme photographe à travailler pour le magazine Life.
Pendant la Grande Dépression, Dorothea Lange (1895-1965) est employée par l'administration de l'agence fédérale Resettlement Administration (RA) afin de photographier des familles d'agriculteurs déplacées et des travailleurs migrants. Distribuées gratuitement dans les journaux, ses images sont devenues des symboles iconiques de l'époque,. La romancière Eudora Welty a également photographié des familles touchées par la Grande Dépression, en particulier dans les régions rurales du Mississippi, produisant un corpus remarquable.

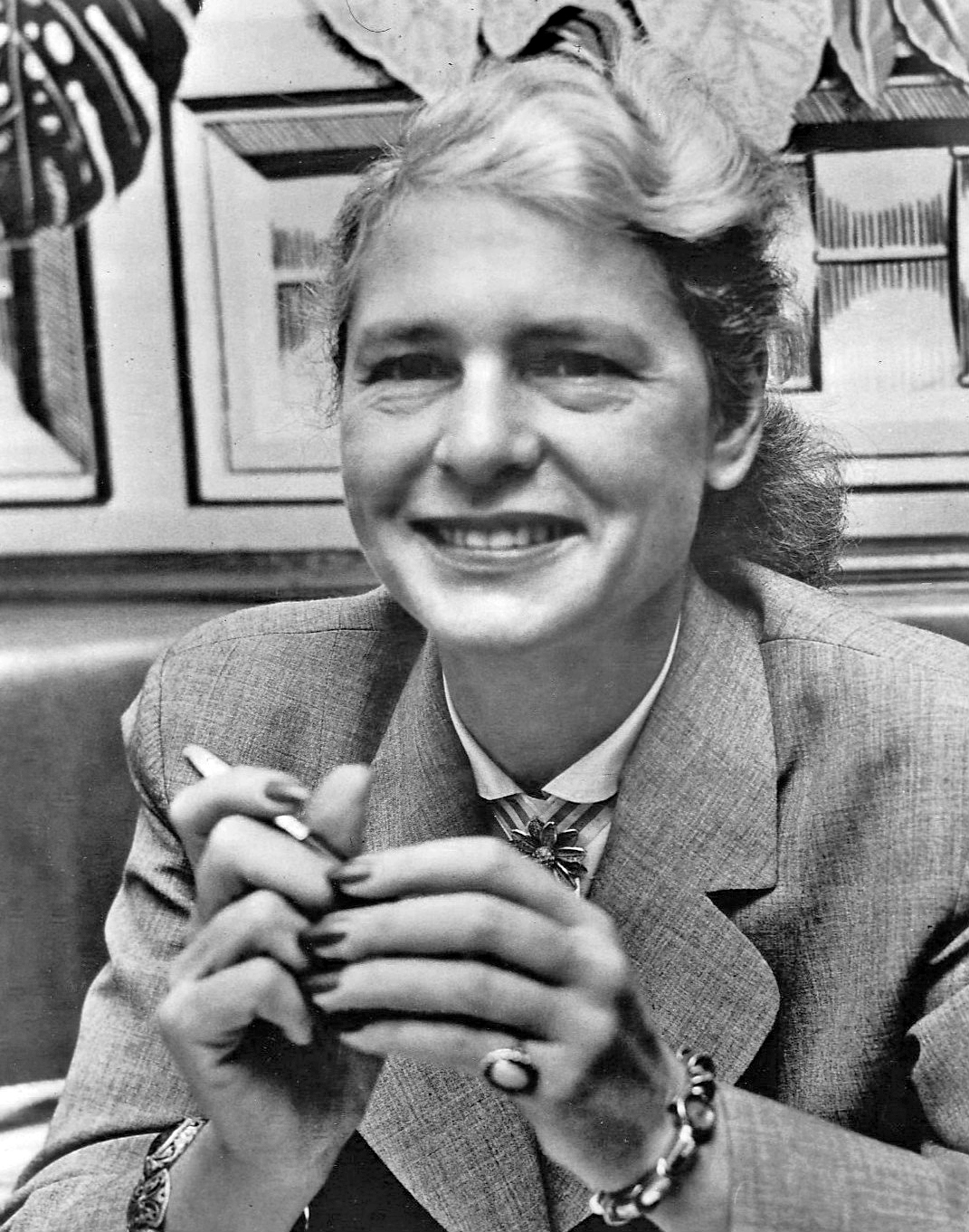
Photo de Margaret Bourke-White, invitée de l'émission télévisée Person to Person, août 1955.

Au début des années 1930, Marvin Breckinridge Patterson (1905-2002) publie ses photographies de voyages au sein des publications Vogue, National Geographic, Look, Life, Town & Country et Harper's Bazaar. Marion Carpenter (1920-2002) est la première photographe de presse nationale et la première femme à couvrir les actualités de la Maison-Blanche. Edie Harper (1922-2010) est photographe du Corps of Engineers de l'Armée durant la Seconde Guerre mondiale, où elle a photographie différentes structures, telles que des barrages hydroélectriques et des échantillons de test de ciment. Des photographies de son travail de guerre ont été hautement saluées et montrées lors d'une exposition au Centre d'art contemporain de Cincinnati en 1961,.

Reconnue pour ses travaux de photojournalisme et de photographie documentaire, Mary Ellen Mark (20 mars 1940 - 25 mai 2015) œuvre également pour la publicité et le cinéma. La photographe se spécialise dans la documentation du quotidien des communautés marginalisées. Pour le projet Ward 81 datant de 1979, elle côtoie pendant six semaines les patientes du pavillon de sécurité pour femmes de l’Oregon State Hospital. Ses images sont publiées dans les magazines Life, Rolling Stone, The New Yorker, New York Times et Vanity Fair. De 1977 à 1998, elle intègre l'agence Magnum Photos. Son travail a été récompensé de multiples fois. Elle est notamment la lauréate du Robert F. Kennedy Journalism Award, de trois bourses du National Endowment for the Arts, le prix 2014 Lifetime Achievement in Photography remis par la George Eastman House et le prix Outstanding Contribution Photography de la World Photography Organization.

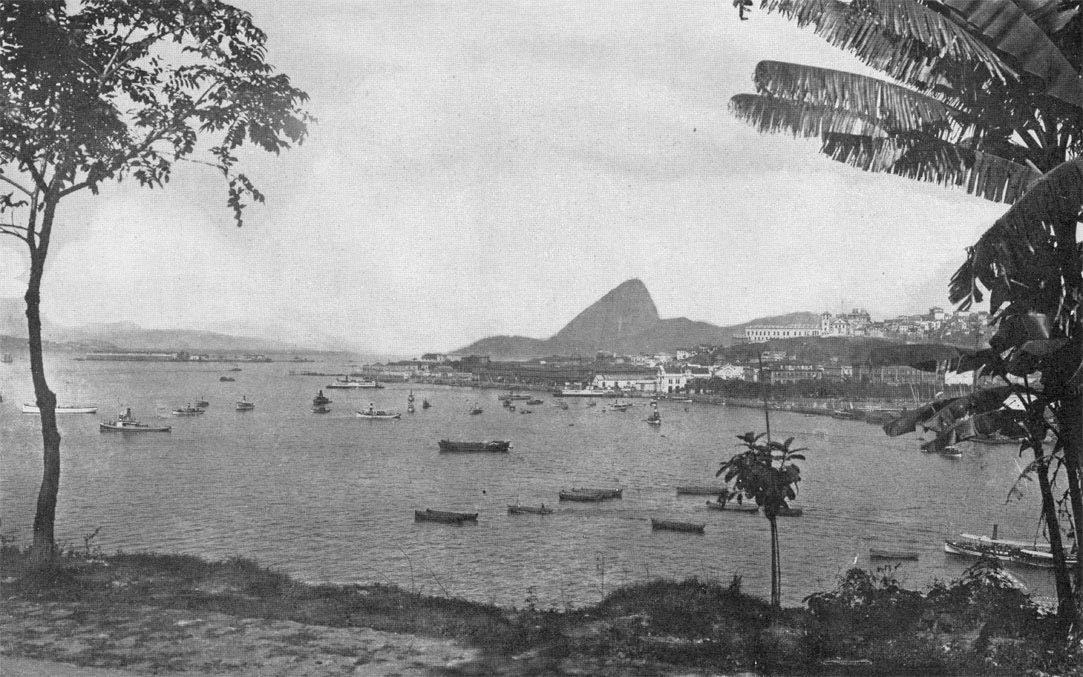
Le front de mer de Rio de Janeiro et le Morro do Castello de Ilha das Cobras, Harriet Chalmers Adams, 1919.
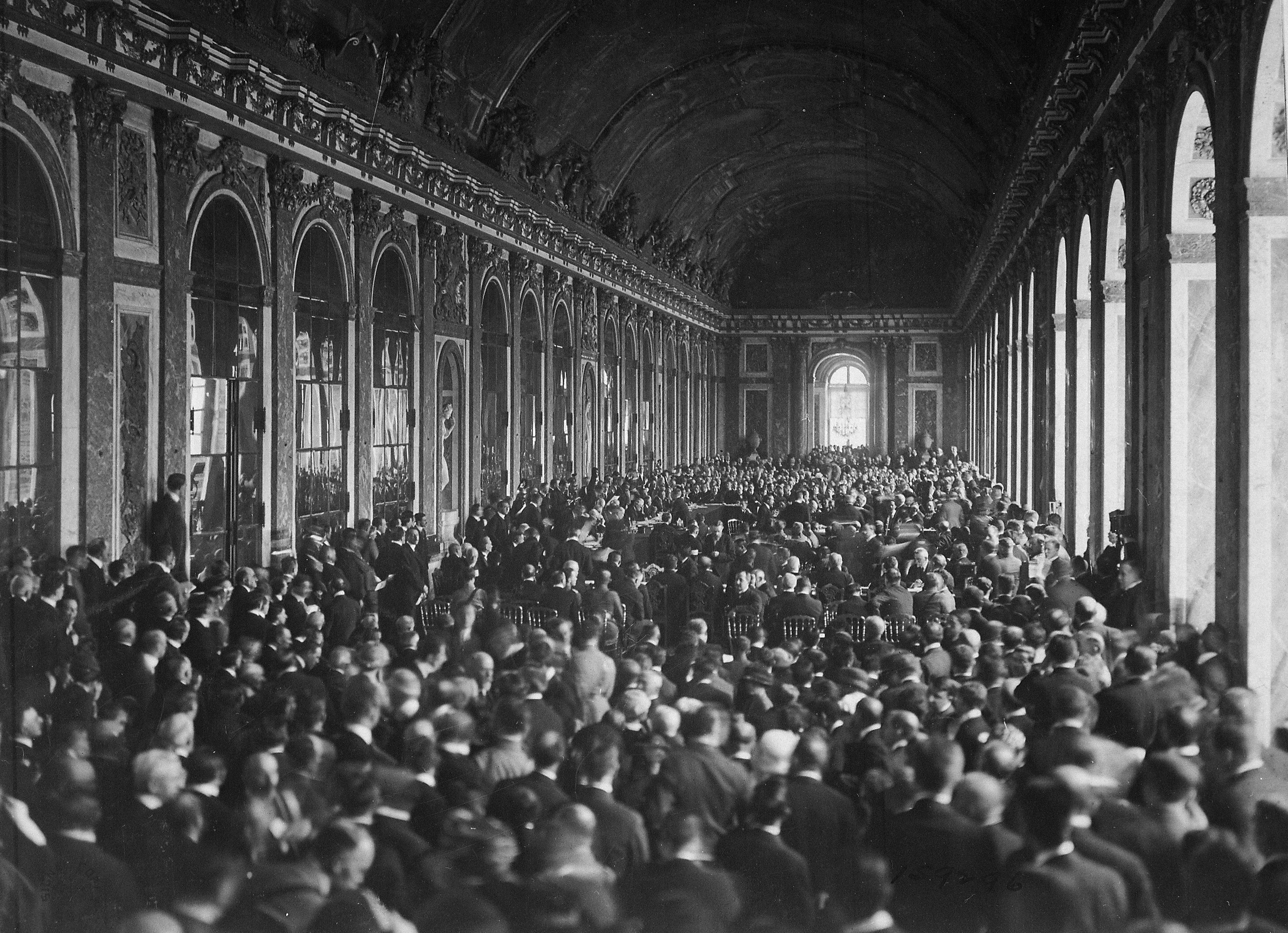
Les délégations signataires du traité de Versailles dans la galerie des glaces, Helen Johns Kirtland et Lucian Swift Kirtland, 1919.
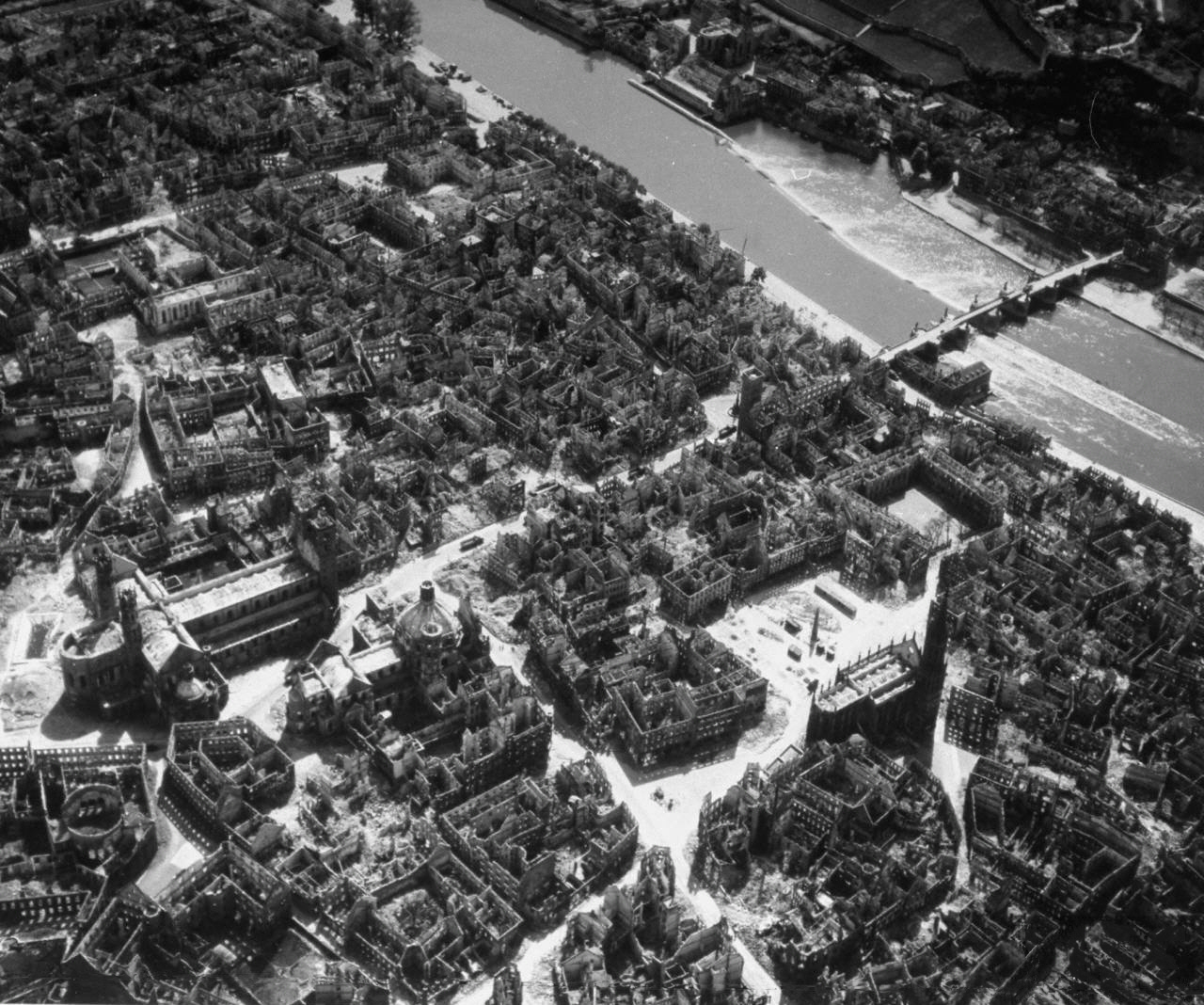
Photo aérienne du centre-ville de Würzburg, détruit à l'automne 1945, Margaret Bourke-White, 1945.

### Surréalisme
Un certain nombre de femmes ont utilisé la photographie comme un moyen d'exprimer leur intérêt pour le surréalisme. Dans les années 1920, l'artiste française Claude Cahun (1894-1954) met en scène des autoportraits. La Croate Dora Maar (1907-1997) développe un intérêt pour le surréalisme en s'associant avec des artistes issus de ce mouvement tel le poète et écrivain français André Breton. Ses portraits vifs datant du début des années 1930 font ressortir les traits du visage à l'image d'un portrait dessiné. L’Américaine Lee Miller (1907-1977) mêle à la photographie de mode le surréalisme et s'associe un temps à Pablo Picasso à Paris, avant de rentrer à New York. Elle est l'auteure de photographies de nus parmi les plus frappantes de l'époque.
Le surréalisme continue de susciter l'intérêt des femmes photographes durant la seconde moitié du XXe siècle. Henriette Grindat (1923-1986) est l'une des rares Suisses à s'intéresser à la photographie artistique. Elle s'associe à André Breton, puis collabore avec Albert Camus pour lequel elle réalise des images de la Sorgue dans le sud de la France.
À partir de la fin des années 1940, la Tchèque Emila Medková (1928-1985) produit des œuvres surréalistes, dont principalement des images documentaires remarquables de l'environnement urbain dans les années d'oppression d'après-guerre. Bien qu’elle ne soit pas strictement associée aux surréalistes, la célèbre photographe mexicaine Lola Álvarez Bravo (1907-1993) propose des éléments du surréalisme tout au long de sa carrière, notamment dans ses portraits de Frida Kahlo et de María Izquierdo. Durant sa courte vie, Francesca Woodman (1958-1981), influencée par André Breton et Man Ray, explore la relation entre le corps et son environnement, apparaissant souvent en partie cachée dans ses gravures en noir et blanc.

### Photographie américaine: l'art du portrait
Peter E. Palmquist étudie l'histoire des femmes photographes en Californie et dans l'Ouest américain de 1850 à 1950. Il constate alors qu'au XIXe siècle environ 10 % de tous les photographes de la région était des femmes, alors qu'en 1910, elles étaient près de 20 %. Dès la fin du XIXe siècle, la plupart des femmes photographes sont mariées à un photographe et leurs travaux non dissociés de cette union. Au fur et à mesure que le processus se développe et se simplifie, l'émergence de photographes amateurs et amatrices, tout comme la multiplication des organisations de photographes se démocratise.

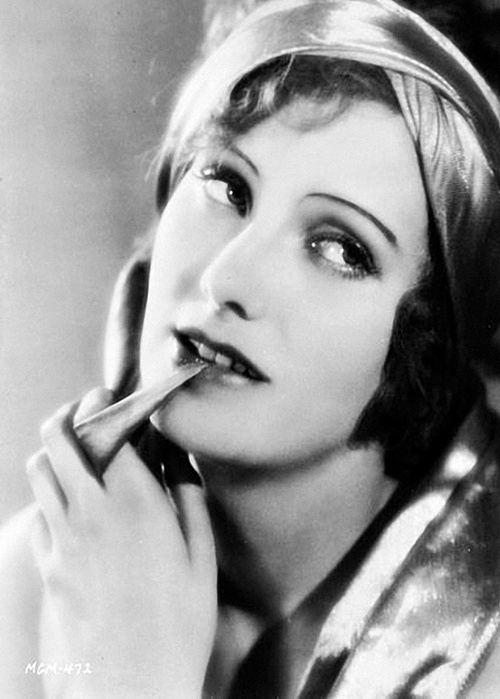
Greta Garbo par Ruth Harriet Louise, 1927.

Marian Hooper Adams (1843–1885) fut l'une des toutes premières photographes portraitistes américaines à avoir photographié sa famille et ses amis, tout comme des hommes politiques contemporains.
Sarah Choate Sears (1858-1935) a attiré l'attention internationale en tant que photographe amateure après avoir commencé à réaliser de superbes portraits et des études de fleurs. Elle est rapidement devenue membre du Linked Ring de Londres et du Photo-Secession de New York.
Originaire de Chicago, Elizabeth Buehrmann (vers 1886-1963) s'est spécialisée dans la prise de portraits de grands hommes d'affaires et de femmes influentes de la société au début du XXe siècle. En 1907, elle est devenue membre de Paris Photo-Club.
En 1904, Caroline Gurrey (1875-1927) est saluée pour sa série sur les enfants métis de Hawaï.
Imogen Cunningham (1883-1976) intègre en 1904 l’Université de Washington pour suivre des cours de chimie, alors que la photographie n’y est pas encore enseignée. Devenant l’assistante de Edward Curtis, Imogen est particulièrement habile dans les techniques de tirages. Ses portraits sont éclectiques, autoportraits, portraits d'artistes, portraits de sa famille mais aussi portraits de rue. En 1913, elle publie un manifeste féministe Photography as a Profession for Women, elle considère que la photographie est « un art ou une profession où hommes et femmes ont les mêmes droits ». Elle intègre le Groupe F/64 et sa carrière compte parmi les plus longues carrières de photographes.
Doris Ulmann (1884-1934) débute comme photographe pictorialiste amateure, avant d'accéder au statut de photographe professionnelle en 1918. Outre ses portraits d'intellectuels éminents, elle documente les montagnards du sud, en particulier les Appalaches.

Dans les années 1930, Consuelo Kanaga (1894-1978) photographie de nombreux artistes et écrivains de renom, et devient l'une des rares photographes à produire des portraits artistiques. Sa photographie d'une femme noire élancée et de ses enfants est incluse à l'exposition Family of Man d'Edward Steichen en 1955. Ruth Harriet Louise (1903-1940) est une photographe active à Hollywood, où elle dirige le studio de portraitiste de la Metro-Goldwyn-Mayer de 1925 à 1930, photographiant de nombreuses stars, dont Greta Garbo et Joan Crawford,. 

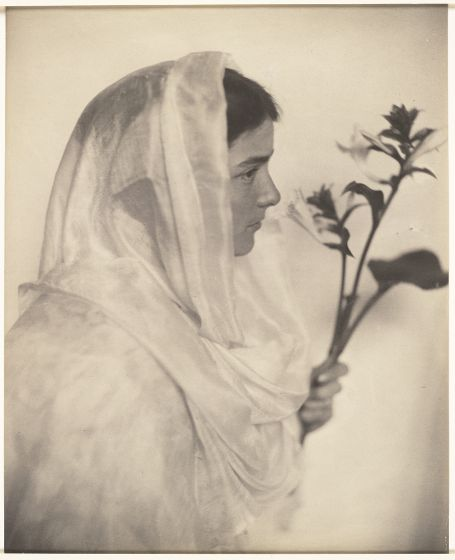
Jeune femme avec des lis (Young woman with lilies) de Sarah Choate Sears, vers 1862.
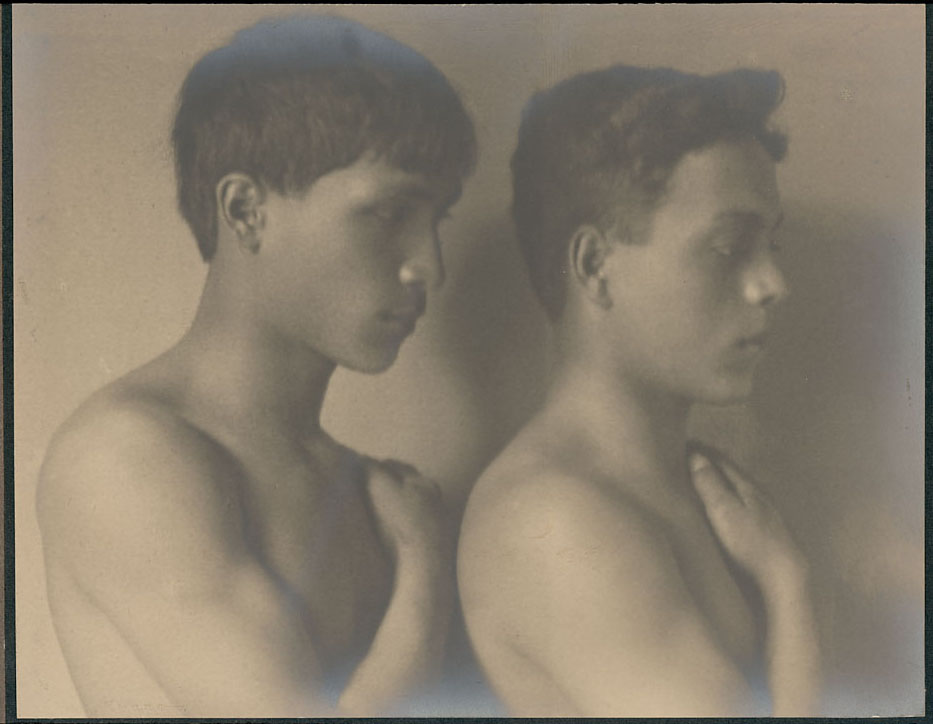
Portrait de garçons Japonais-hawaïens et Portugais-hawaïens, extrait de Caroline Haskins Gurrey Portraits of Hawaiians, 1909.
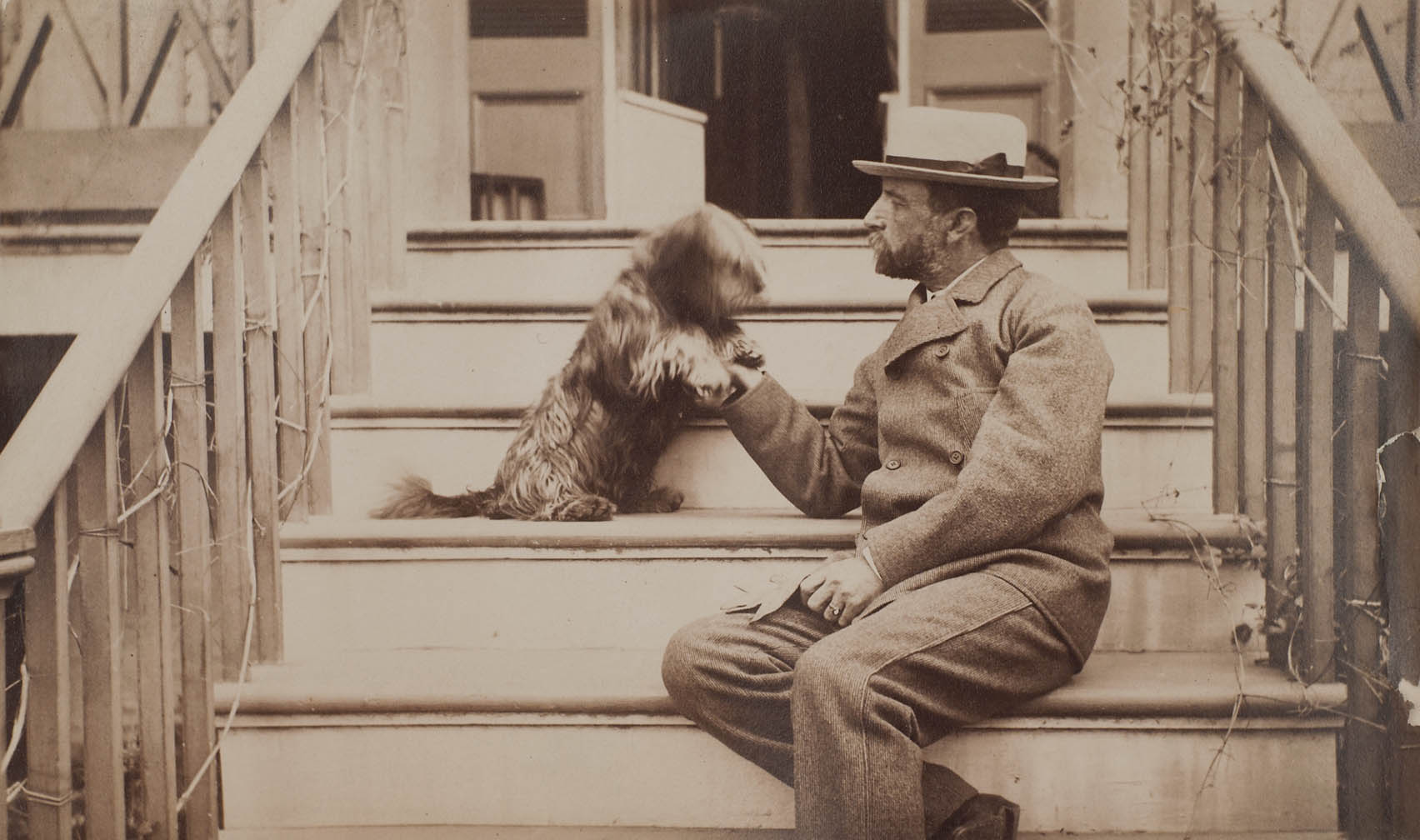
Henry Adams assis avec un chien sur les marches de sa maison, photographie de Marian Hooper Adams, env. 1883.
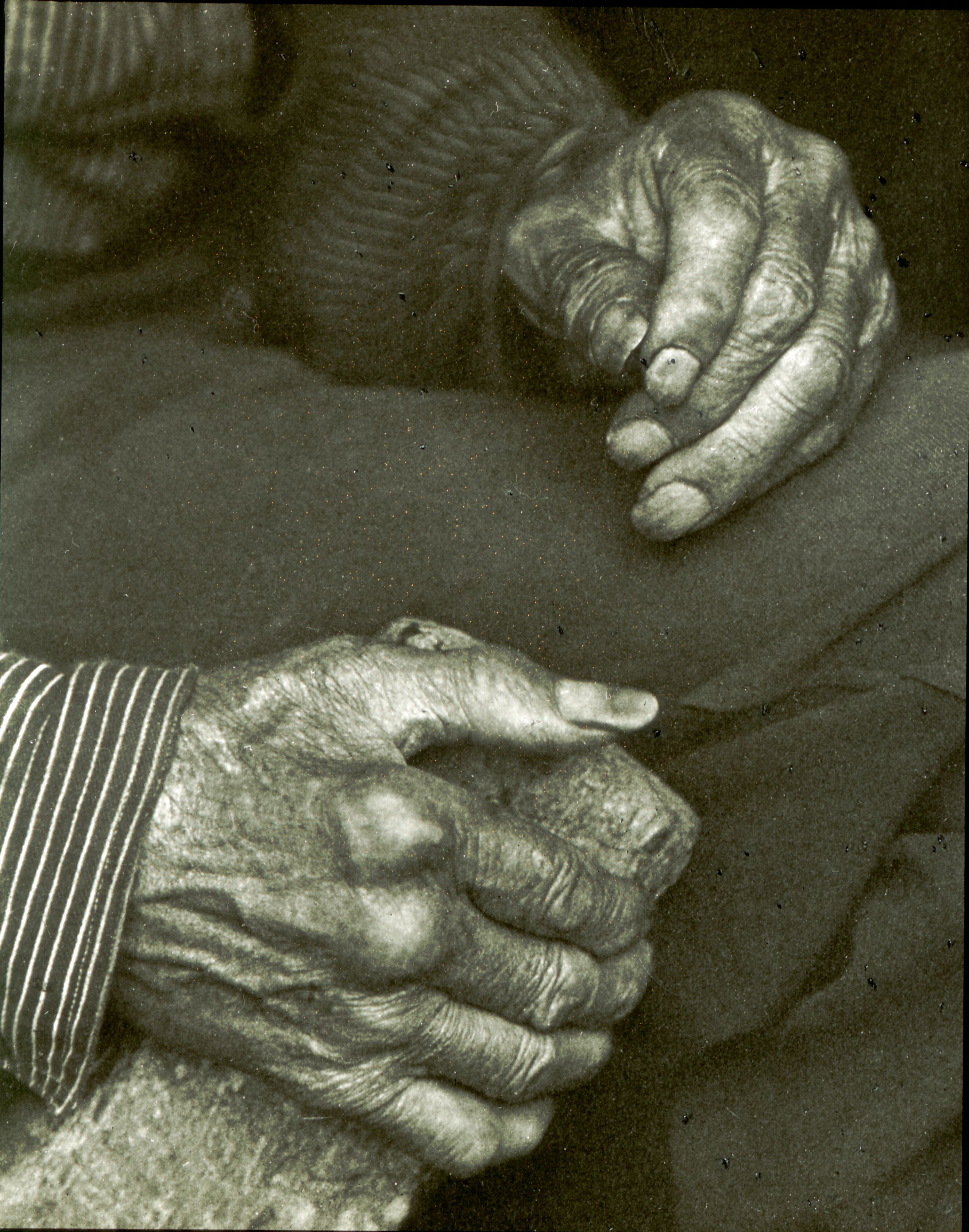
Mains d'un ouvrier (Laborer's hands), Doris Ulmann, 1925.
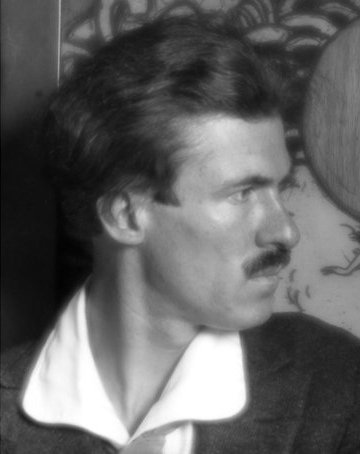
Roi Partridge, Imogen Cunningham, 1915.

### Femmes afro-américaines en photographie
À mesure que la société américaine évolue, les photographes afro-américaines jouent un rôle crucial dans la préservation de représentations authentiques d'images de la culture afro-américaine. La participation des femmes afro-américaines à la photographie commence à être largement reconnue au milieu du XXe siècle et s'est progressivement développée, mettant l'accent sur les conditions sociales, économiques et politiques de la population afro-américaine. Carrie Mae Weems, Lorna Simpson et Coreen Simpson comptent parmi les photographes afro-américaines les plus distinguées.

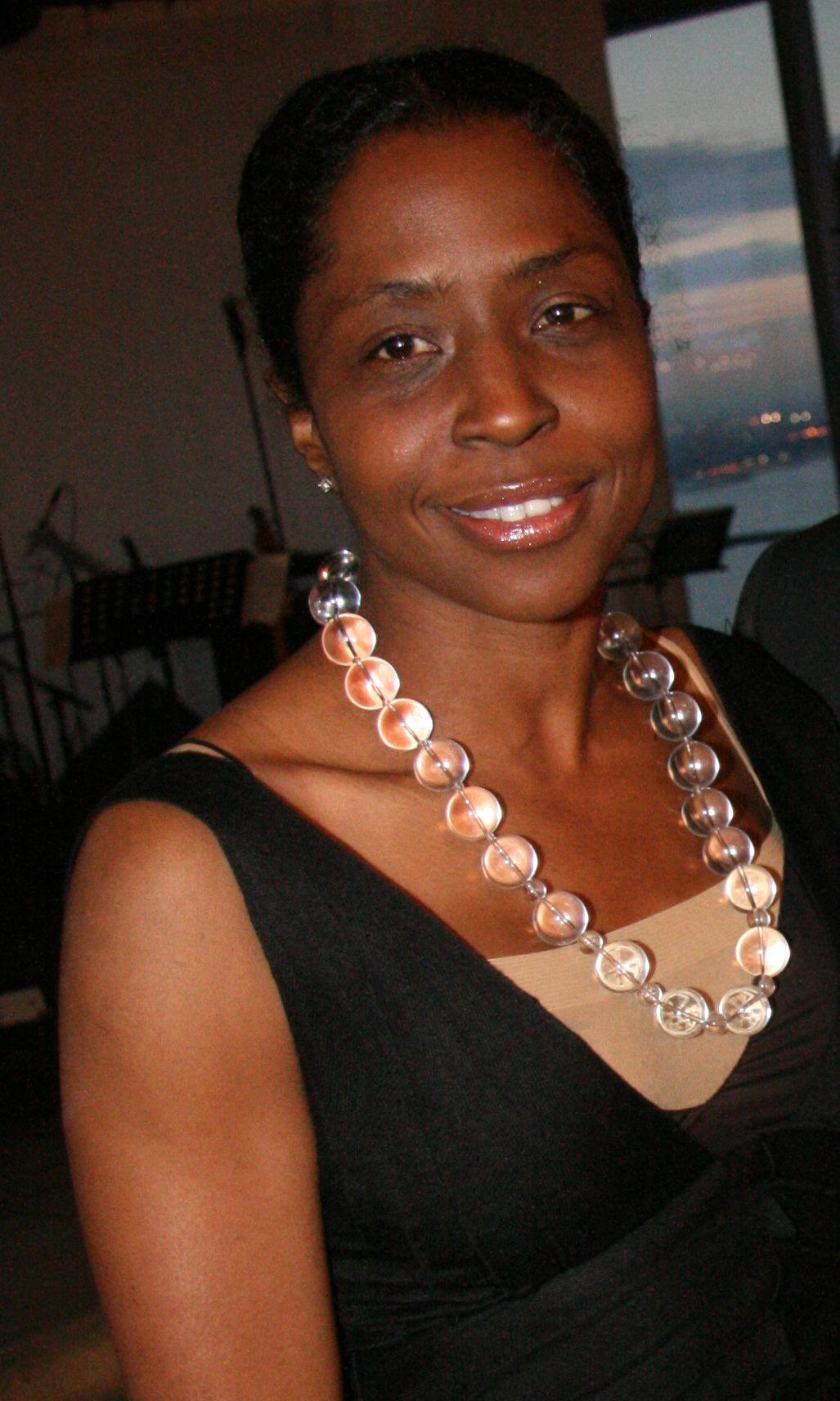
La photographe Lorna Simpson en 2009.

Originaire de Portland, Carrie Mae Weems reçoit son premier appareil photo en 1973. Son intérêt initial pour les arts débute en 1965, lorsqu'elle s'initie au théâtre de rue et à la danse. Bien que considérée comme une photographe accomplie, le travail de Carrie Mae Weems comprend également du texte, des tissus, des compositions audio, des images numériques, des installations et de la vidéo. Lors de son exploration de l'idée de pouvoir, la photographe utilise sa propre image comme sujet principal. À travers différents médiums, l'artiste se donne pour mission d'explorer les relations familiales, le genre, le racisme, le sexisme, la lutte des classes et les différents types de systèmes politiques,.
Sue Ross est la cofondatrice de Sistagraphy, un collectif de femmes photographes basées pour la plupart à Atlanta, en Géorgie. Sue Ross est également connue sous le nom de PhotoGriot, partageant les histoires de la communauté afro-américaine à travers un objectif photo. La photographe capture des événements et des programmes culturels, ainsi que des portraits de dignitaires et de défenseurs des droits civils en visite à Atlanta, à l'image de Nelson Mandela.
Après des études en photographie à la School of Visual Arts de New York et à l'Université de Californie, Lorna Simpson se lance dans la photographie en réalisant des portraits d'inconnus dont elle admire le style. Par son travail, elle vise à défier les conceptions traditionnelles du genre, de l'identité, de la culture, de l'histoire et de la mémoire telles qu'elles sont perçues par la société. Sa combinaison de photographies à grande échelle et de textes significatifs permet de créer de fortes implications visuelles.
Se démarquant en tant que photojournaliste, Coreen Simpson commence sa carrière en tant qu'écrivaine. Son intérêt pour la documentation de terrain et les arts visuels naît d'un contact avec le magazine Essence, alors qu'elle souhaite rédiger un article sur un voyage d'affaires au Moyen-Orient. Grâce à son travail, Coreen Simpson réalise des récits visuels qui racontent de manière esthétique les histoires de divers groupes de personnes,.
Elizabeth Williams est une photographe afro-américaine. Elle rejoint le Corps d'armée des femmes en 1944, à l'âge de 20 ans, elle est une des rares photographes afro-américaines de l'armée.

### Période contemporaine

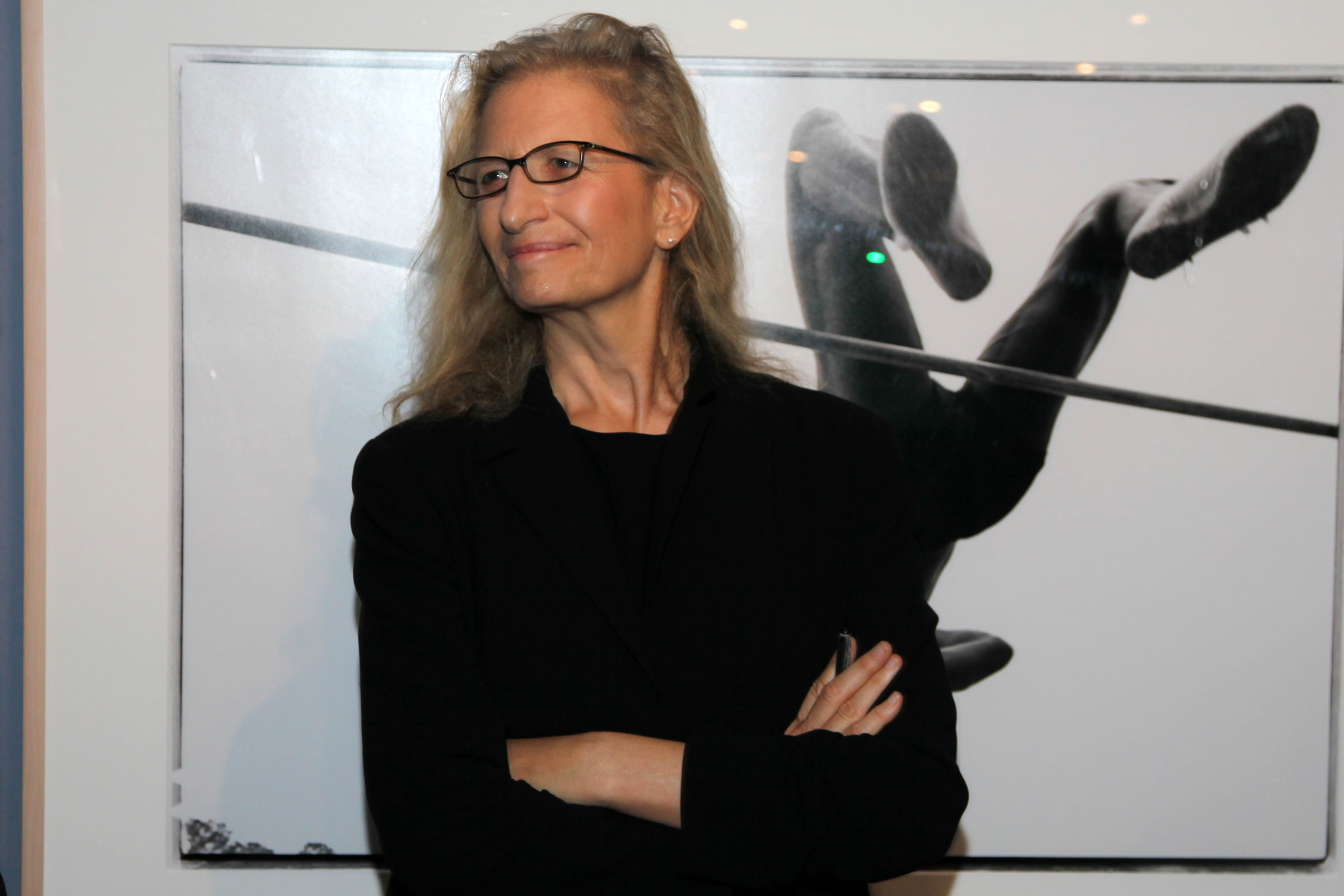
La photographe Annie Leibovitz en 2015.

Les femmes photographes contemporaines continuent d'innover[Comment ?] dans le domaine de la photographie. Annie Leibovitz immortalise des images du célèbre et de l'inconnu, publiées notamment dans Vanity Fair, Vogue et Rolling Stone et représentant un vaste aperçu de la culture populaire américaine,.
Le travail de Cindy Sherman transforme la photographie immobile en art de la performance afin d'explorer les mythes traditionnels et culturels de la féminité. Son travail est empreint de « subversité et d'ironie »,.
Les œuvres contemporaines des femmes photographes sont nombreuses. Les expositions photographiques réservées aux femmes sont controversées mais essentielles pour souligner le déséquilibre de la domination masculine sur le terrain tout au long de l'histoire de la photographie, et deviennent de plus en plus courantes,,,.

### Femmes lesbiennes dans la photographie
Plusieurs femmes lesbiennes trouvent un emploi et l'épanouissement créatif en tant que photographe. Alors que les lesbiennes ont pris des photos depuis l'invention du médium en 1839, de nombreuses œuvres du XIXe et du début du XXe siècle par des photographes lesbiennes ont été perdues, détruites ou jamais publiées en raison de la stigmatisation sociale contre les femmes lesbiennes. Des lesbiennes photographe professionnel ont caché leur sexualité. Alors que toutes les femmes qui travaillaient comme photographes professionnelles étaient considérées comme défiant les normes de genre, les lesbiennes ont peut-être adopté la profession de photographe comme un moyen de gagner de l'argent sans dépendre des hommes. E. Jane Gay (1830–1919) est connue comme la première photographe lesbienne ,.
Les lesbiennes ont également pris des photos pour expérimenter l'expression de soi. Les lesbiennes ont pris des photos d'elles-mêmes, de leurs amis et de leurs amants s'embrassant dans des contextes intimes qui faisaient allusion à des relations homosexuelles sans être explicitement érotiques. Alice Austen (1866–1952) a pris des photos de son amie portant des vêtements d'homme ou participant dans des activités masculines tel que fumer. Ces images n'étaient principalement pas destinées à un usage commercial, mais existaient plutôt comme des souvenirs personnels que les photographes et les modèles partageaient les uns avec les autres,.
À la fin du XXe siècle après la chute du mur de Berlin, la deuxième vague féministe, mouvement aux États-Unis et la libération homosexuelle, mouvement qui a inspiré des efforts pour créer une identité lesbienne cohésive avec des artefacts culturels dédiés tels que l'art explicitement lesbien comprenant la photographie. Ces images ont développé de nouvelles tendances artistiques, y compris des représentations de l'activité sexuelle et des organes génitaux. Joan. E. Biren (b. 1944) a publié la première anthologie des portraits lesbiens, Eye to Eye, Portraits of Lesbians, en 1979. D'autres influentes photographes lesbiennes incluent Tee Corinne (1943-2006) et Cathy Cade (b. 1942).
Les chercheurs ont fait valoir que les artistes et les activistes lesbiennes au cours des années 1970 et 1980 ont intentionnellement étiqueté leur art comme « art lesbien » afin de favoriser un sentiment de communauté distinct du mouvement féministe plus large. Jan Zita Grover a fait valoir que l'identité lesbienne représentée par ce mouvement artistique était culturellement spécifique aux sociétés colonisatrices comme les États-Unis et le Royaume-Uni, et n'était donc pas représentative des systèmes autochtones de genre et de sexualité.

## Récompenses historiques
En 1903, Emma Barton (1872-1938) est la première femme à recevoir la médaille de la Royal Photographic Society, pour une copie carbone intitulée The Awakening. Le Prix Pulitzer de la photographie récompense des travaux exceptionnels dans le domaine de la photographie de presse depuis 1942. La première femme à recevoir ce prix est Virginia Schau (1915-1989), une photographe amateure qui photographie deux hommes en train d'être sauvés d'un camion en difficulté sur un pont à Redding en Californie.
En 2000, Marcia Reed, première photographe de photographies fixes à rejoindre la Guilde internationale des cinématographes, est également devenue la première femme à remporter le prix d'excellence de la Society of Operating Cameramen.

## Expositions
- 2009-2010 : Elles@centrepompidou, artistes femmes.
- 2015-2016 : Qui a peur des femmes photographes ? Paris, musée d'Orsay, musée de l'Orangerie.
- 2017 : Les Femmes vues par les femmes – Révélation, Maison Guerlain, Paris.
- 2017-2018 : Donne e Fotografia, Udine, Italie.
- Depuis 2018. Les femmes s’exposent, festival consacré aux femmes photographes professionnelles, à Houlgate en Normandie.
- 2022 : Femmes photographes de guerre, musée de la Libération de Paris - musée du Général Leclerc - musée Jean-Moulin, Paris.